# Nicolae Iorga
Nicolae Iorga (născut Nicu N. Iorga, n. 5 iunie 1871, Botoșani, România – d. 27 noiembrie 1940, Strejnicu, Prahova, România) a fost un istoric, critic literar, documentarist, dramaturg, poet, enciclopedist, memorialist, ministru, parlamentar, cel de-al 34-lea  prim-ministru, profesor universitar și academician român. Este cunoscut în lume ca medievist, bizantinist, romanist, slavist, istoric al artelor și filozof al istoriei. După cum a afirmat George Călinescu, Iorga a jucat în cultura românească, în primele decenii ale secolului XX, „rolul lui Voltaire”.
După studii elementare și gimnaziale în Botoșani, a urmat Liceul Național din Iași în 1888. A absolvit Universitatea din Iași într-un singur an cu diploma magna cum laude, apoi a continuat studiile universitare la Paris, Berlin și Leipzig, obținând doctoratul (1893) la numai 23 de ani.
A fost cofondator al partidului Partidul Naționalist-Democrat în 1910, membru al Parlamentului, președinte al Camerei Deputaților și al Senatului, ministru, și, pentru o scurtă perioadă, prim-ministru. Copil minune, polimat și poliglot, cu o activitate științifică prolifică, Iorga a scris 1003 volume, 12755 articole și studii și 4963 recenzii, aceasta culminând cu Istoria României, în zece volume. A predat la Universitatea din București, la cea din Paris și la alte instituții de învățământ academice și a fondat Congresul Internațional de Studii Bizantine și Institutul de Studii Sud-Est Europene (ISSEE). A transformat orașul Vălenii de Munte într-un centru academic și cultural.
În paralel cu contribuțiile sale științifice, Nicolae Iorga a fost un activist de centru-dreapta, ale cărui orientări politice au inclus elemente ale conservatorismului, naționalismului și agrarianismului. Deși în ultima parte a liceului a intrat sub influența marxismului, Nicolae Iorga a depășit acest episod în timpul universității, având să adere pentru scurt timp la grupul literar conservator Junimea. Nicolae Iorga a fost o figură centrală a Sămănătorului, revistă populistă și a fondat reviste conservatoare ca Neamul Românesc, Drum Drept, Cuget Clar și Floarea Darurilor. A militat în cadrul Ligii pentru Unitatea Culturală a tuturor Românilor.
A fost o figură proeminentă în tabăra pro-Antanta în timpul Primului Război Mondial, datorită susținerii cauzei românilor din Austro-Ungaria și a avut un rol politic important în România Mare în perioada interbelică. A inițiat campanii pentru a apăra cultura României. A stârnit controverse datorită retoricii antisemite. A fost adversar al Partidului Național Liberal și al Partidului Național Român.
S-a opus grupării fasciste Garda de Fier și, după o perioadă de cumpănire, s-a hotărât să îl susțină pe rivalul acesteia, Regele Carol al II-lea, intrând după dizolvarea tuturor celorlalte partide în partidul unic, de sorginte corporatistă și autoritaristă, Frontul Renașterii Naționale. Pentru că fusese implicat într-o dispută personală cu liderul Gărzii, Corneliu Zelea Codreanu, contribuind astfel fără voie la uciderea sa, Iorga și-a atras antipatia legionarilor. A rămas o voce independentă a opoziției după ce Garda a instaurat Statul Național-Legionar, fiind în cele din urmă asasinat de un comando legionar. După aflarea veștii asasinării lui Iorga, 47 de universități și academii din întreaga lume au arborat drapelul în bernă.

## Biografie

### Copil minune

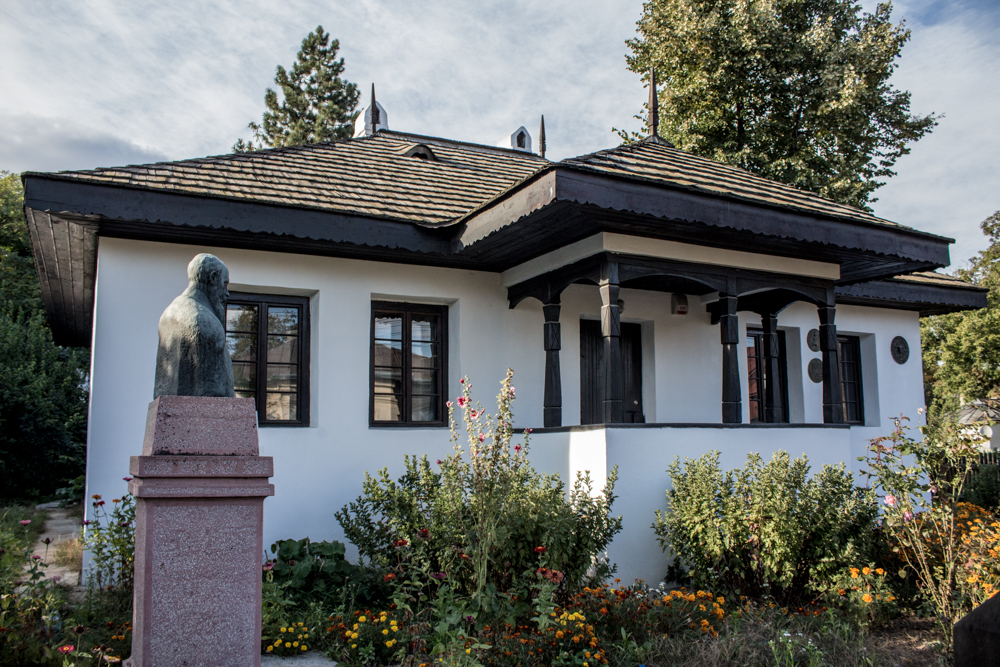
Casa Memorială „Nicolae Iorga” din Botoșani

Nicolae Iorga s-a născut în Botoșani la 5 iunie 1871, așa cum apare în registrul pentru cei născuți în anul 1871. În unele lucrări apare în mod greșit ca dată a nașterii 17 ianuarie 1871. Confuzie apărută, cel mai probabil, din cauza faptului că istoricul era sărbătorit și pe data de 17 iunie, după stilul vechi.  Tatăl său, Nicu Iorga (avocat) și mama Zulnia (născută Arghiropol) erau ortodocși. Strămoșii lui Nicolae Iorga se pare că erau de origine aromână, veniți din zona Pindului, deși istoricul nu s-a identificat niciodată explicit și fără echivoc cu această etnie. Probabil din cauza luptelor balcanice nesfârșite de a revendica acest popor și istoria lui, istoricul a manifestat o reținere în a-și însuși apartenența etnică explicit, însă în cartea autobiografică O viață de om așa cum a fost scriitorul neagă subtil legătura cu grecii și se mândrește că provine pe linie maternă din aristocrația bizantină și după tată direct din Munții Pindului. Totuși, detalii despre originile îndepărtate ale familiei rămân incerte: se zvonea că Iorga are rădăcini grecești; zvonul, încă susținut de istorici, a fost infirmat de Iorga, prin declarația: „Tatăl mieu era dintr’un neam de negustori români mai târziu boieriți, din Botoșani, iar mama mea ieste fiica scriitoarei române Elena Drăghici, nepoata de soră a cronicarului Manolachi Drăghici și nepoata de fiică a lui Iordachi Drăghici, mare Vornic al Moldovei. Cu tot numele de Arghiropol, tatăl mamei mele, dintr’o familie venită din Rusia, din Basarabia, era fiul unei Miclește din Ținutul Tartarei, rudă cu Mitropolitul Sofronie Miclescu la care a și locuit într’un timp, și cu Mitropolitul Calinic.” 
Într-o altă declarație a recunoscut că Arghiropolii ar fi fost greci bizantini. Iorga a primit statutul de boier din partea tatălui, acesta permițându-i să acceadă în politică. Alte declarații ale sale în care afirma că este înrudit cu alte familii nobile ca familia Cantacuzino și Craioveștii sunt puse sub semnul întrebării de alți istorici.
În 1876, la vârsta de treizeci și șapte sau treizeci și opt de ani, tatăl moare din cauze necunoscute, lăsându-i pe Nicolae (născut în 1871) și pe fratele său mai mic George orfani; o pierdere pe care istoricul o va aminti în scrieri, cuprins de imaginea pe care o avea despre copilăria sa. În 1878, a fost admis la Școala Marghian Folescu, unde excela la mai multe materii, profesorii permițându-i la vârsta de nouă ani să le predea colegilor istoria României. Profesorul său de istorie, un polonez refugiat, i-a trezit interesul în cercetare, devenind polonofil. Iorga a afirmat că această perioadă de formare i-a modelat viziunile despre limba și cultura română: „Am învățat româna [...] așa cum era vorbită în acele zile: clar, frumos și mai ales  fermă și colorată, fără intruziuni din ziare și cărțile cele mai bine vândute.” Și-a format preferințele literare după ce a citit scrierile lui Mihail Kogălniceanu, opere care tratau regimul lui Napoleon Bonaparte și diferite publicații franceze precum romanele „Evenor et Leucippe” de Alphonse de Lamartine sau „Dramele Parisului” de Ponson du Terrail.
A făcut gimnaziul și liceul (după 1881) la Colegiul Laurian din Botoșani, unde a obținut rezultate excelente, și, din anul 1883, a început să ofere meditații colegilor pentru a crește veniturile familiei. La vârsta de treisprezece ani, în timpul unei vizite la unchiul matern Emanuel „Manole” Arghiropol, și-a făcut debutul în presă în ziarul celui din urmă, Romanul, unde publica anecdote și editoriale despre politica în Europa. Anul 1886 a fost descris de Iorga ca fiind „catastrofa vieții mele de școlar în Botoșani”, deoarece a fost eliminat temporar pentru că nu salutase un profesor. Iorga alege să părăsească orașul și să se înscrie la Colegiul Național din Iași, fiind admis, primind bursă și fiind lăudat de director, filologul Vasile Burlă. Tânărul vorbea deja fluent franceza, italiana, latina și greaca, mai târziu referindu-se la studiile grecești ca fiind „cea mai rafinată formă a rațiunii umane”,însă o contribuție importantă în dezvoltarea sa multilingvistică a primit-o din partea unor profesori specializați precum Alexandru Philippide (limba română), Alexandru Șuțu (limba franceză), Octav Teodorescu (limba germană) sau Xenofont Gheorghiu (limba latină). 
La vârsta de șaptesprezece ani, Iorga a devenit mai rebel. Devenise interesat în activități politice, dar are convingeri cu care mai târziu va fi puternic împotrivă: auto-declarat marxist, Iorga a promovat revista de extremă stânga Viața Socială și a ținut prelegeri despre Capitalul. Văzându-se în pensionul „urât și dezgustător” al Colegiului Național, a încălcat regulile și a fost suspendat pentru a doua oară, pierzând bursa. Pentru a-și putea ajuta în continuare familia cu bani se reapucă de dat meditații. A fost din nou suspendat pentru că citea în timpul unei ore. Iorga a fost unul din cei mai buni absolvenți (cu media 9,24).

### Universitatea din Iași și episodulJunimist

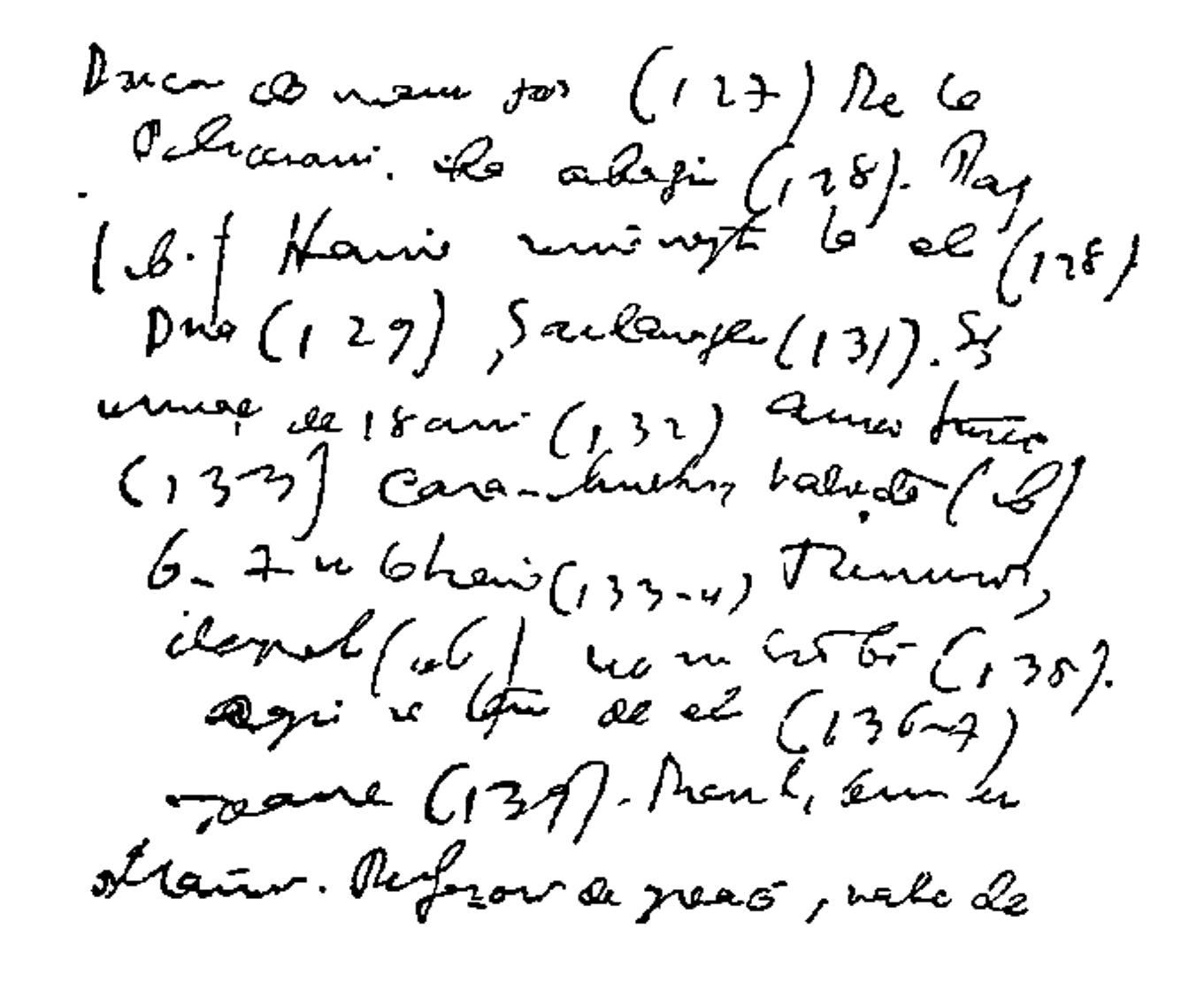
Text olograf al lui N. Iorga

În 1888, Nicolae Iorga a trecut examenele Facultății de Litere a Universității din Iași, acordându-i-se mai târziu o bursă. La terminarea primului an, a primit o dispensă de la Ministerul Educației al Regatului României, care i-a permis să dea examenele pentru cel de-al treilea, pe care le-a și trecut. La sfârșitul anului a dat examenul de licență pe care l-a luat cu magna cum laude, prezentând o disertație pe tema literaturii grecești, o realizare care l-a consacrat în rândurile academicienilor și a opiniei publice în mod special datorită tratării inedite și veridice a unei teme mai puțin cercetate în acea perioadă sub coordonarea lui A. D. Xenopol. Ziarele din acea vreme au scris despre el, iar profesorul A. D. Xenopol îl considera „o minune de om”. Iorga a fost onorat de facultate cu un banchet special. Trei academicieni (Xenopol, Nicolae Culianu, Ioan Caragiani) au vorbit cu reprezentanți ai Ministerului Educației și i-au propus un program sponsorizat de stat care le permitea celor cu rezultate excelente la învățătură să studieze în străinătate.
A fost contribuitor la Junimea, celebrul club literar condus de Titu Maiorescu și afiliat curentului conservator. În 1890, criticul literar Ștefan Vârgolici și promotorul cultural Iacob Negruzzi au publicat eseul lui Iorga despre poeta Veronica Micle în revista Convorbiri Literare. A participat la înmormântarea scriitorului Ion Creangă și a ținut un discurs public împotriva defăimării unui alt mare scriitor, dramaturgul Ion Luca Caragiale, acuzat nejustificat de plagiat de jurnalistul Constantin Al. Ionescu-Caion. A început să publice din ce în ce mai mult ca jurnalist de opinie în publicații locale și naționale de mai multe orientări, de la cele socialiste Contemporanul și Era Nouă la Revista Nouă a lui Bogdan Petriceicu Hasdeu. În această perioadă a debutat ca poet socialist (în Contemporanul) și critic (în Lupta și Literatură și Știință).
În 1890 s-a căsătorit cu Maria Tasu, de care a divorțat în 1900. Avusese anterior o relație cu Ecaterina C. Botez dar, după mai multe ezitări, a decis să se căsătorească cu fiica lui Vasile Tasu, mult mai bine situat în societate. Xenopol, care a fost pețitorul lui Iorga, a încercat să-i obțină un post de profesor la Universitatea din Iași. Alți profesori s-au opus acestei încercări, din cauza vârstei fragede și a orientării sale politice. Iorga a primit un post de profesor de latină la Liceul „Sfinții Petru și Pavel” din Ploiești, actualul Colegiu Național „Ion Luca Caragiale” din același oraș, după ce a trecut de concursul jurizat de scriitorul Alexandru Odobescu, deși a avut posibilitatea de a deveni profesor de latină atât la Botoșani, cât și la Focșani. Timpul pe care l-a petrecut acolo i-a oferit ocazia să își lărgească cercul de cunoștințe și prieteni, întâlnindu-se cu scriitorii Caragiale și Alexandru Vlahuță, istoricii Hasdeu și Grigore Tocilescu și teoreticianul marxist Constantin Dobrogeanu-Gherea.

### Studiile în străinătate

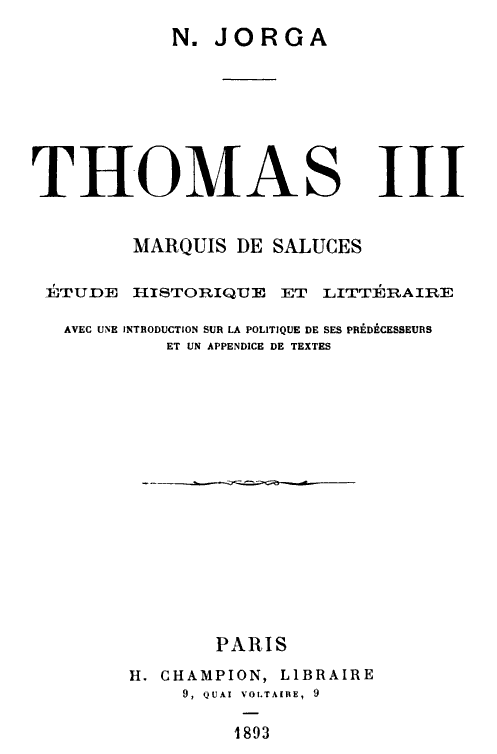
Pagina de titlu a Thomas III, marquis de Saluces, 1893

A studiat pentru prima dată în străinătate în Italia (aprilie și iunie 1890), apoi în Franța, unde a urmat cursurile École pratique des hautes études. A contribuit la Encyclopédie française, recomandat personal de slavistul Louis Léger. Reflectând asupra trecutului, a menționat: „Nu am mai avut niciodată atât de mult timp la dispoziție, atât de multă libertate de spirit, atâta bucurie de a învăța de la acele mari figuri ale omenirii [...] ca atunci, în vara anului 1890.”. În timp ce se pregătea pentru a-și lua a doua diplomă, Iorga a devenit și mai interesat în filologie, învățând engleza, germană și bazele altor limbi germanice. În 1892, a fost în Anglia și în Italia, căutând surse istorice pentru teza în limba franceză despre Philippe de Mézières, un francez care a participat la Cruciada Alexandriană. Între timp, a devenit contribuitor al Revue Historique, un jurnal academic francez.
Oarecum nesatisfăcut de educația în Franța, Iorga și-a prezentat disertația și, în 1893, a plecat în Imperiul German, pentru a se înscrie la programul de doctorat al Universității din Berlin. Lucrarea sa despre Thomas III Marquis de Saluces nu a fost primită pentru că Iorga nu a studiat trei ani înainte, așa cum se cerea. Ca alternativă, a spus că lucrarea este în întregime propria sa muncă, dar afirmația sa a fost invalidată tehnic, considerându-se că lucrarea sa a fost redactată de un mai bun vorbitor de limbă germană, ale cărui intervenții nu au modificat esențialul lucrării. I s-a permis să-și dea doctoratul la Universitatea din Leipzig; pentru lucrarea sa, revizuită de o comisie formată din trei savanți germani (Adolf Birch-Hirschfeld, Karl Lamprecht și Charles Wachsmuth), i s-a acordat diploma în august. Pe 25 iulie, Iorga a mai primit și diploma de la École pratique pentru munca anterioară depusă la Philippe de Mézières, analizată de o comisie formată din Gaston Paris, Charles Bémont și alții. Și-a petrecut timpul chestionând surse istorice din arhivele din Berlin, Leipzig și Dresden. Între 1890 și sfârșitul lui 1893, a publicat trei scrieri: debutul în poezie (Poezii, Poeme), primul volum al seriei Schițe din literatura română (1893; al doilea în 1894) și lucrarea din Leipzig, tipărită în Paris ca Thomas III, marquis de Saluces. Étude historique et littéraire.
Trăind în condiții precare (așa cum relata cărturarul care l-a vizitat, Teohari Antonescu), dar rămânându-i încă un an din cei patru, Nicolae Iorga decide să-și petreacă timpul rămas în străinătate, cercetând mai multe arhive orășenești din Germania (München), Austria (Innsbruck) și Italia (Florența, Milano, Napoli, Roma, Veneția etc.). Se concentra pe figurile istorice din Moldova și Țara Românească printre care se aflau domnitorul Petru Șchiopul, fiul său Ștefăniță, și Mihai Viteazul S-a împrietenit și a colaborat cu istorici din mai multe țări europene: editori ai Revue de l'Orient Latin, care au publicat pentru prima dată studiile lui Iorga în Notes et extraits („Note și extrase”) și Frantz Funck-Brentano, alături de care a publicat în Revue Critique. Articolele lui Iorga au mai fost publicate în două reviste românești din Austro-Ungaria: Familia și Vatra.

### Întoarcerea în România

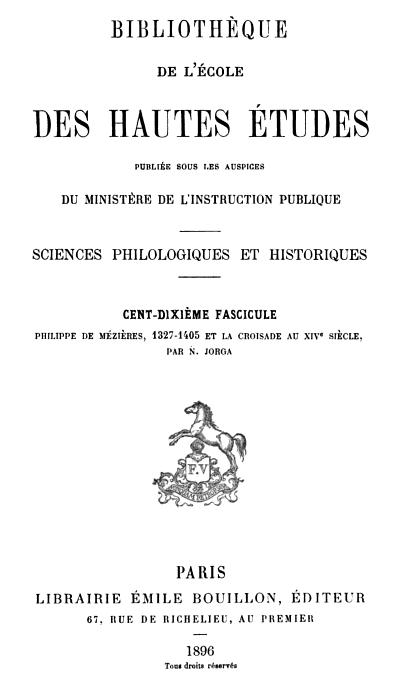
Pagina de titlu a Philippe de Mézières, în ediția din 1896

Iorga s-a întors în țară în octombrie 1894 la București. Și-a schimbat reședința de mai multe ori, până s-a stabilit în zona Grădina Icoanei. A fost de acord să participe la o societate de dezbateri, intervențiile sale fiind publicate de-abia în 1944. A candidat pentru un post la catedra de istorie medievală a Universității din București, ținând o disertație în fața unei comisii de examinare care cuprindea istorici și filozofi (Caragiani, Odobescu, Xenopol, Aron Densușianu, Constantin Leonardescu și Petre Râșcanu), dar a obținut o medie de 7 care i-a permis doar obținerea unui post de profesor suplinitor. Repusă în context, această reușită este remarcabilă pentru o vârstă de doar 23 de ani.
Prima prelegere pe care a ținut-o în acel an a fost o părere personală despre metodica istoriei, Despre concepția actuală a istoriei și geneza ei. A plecat din nou în străinătate în 1895, vizitând Țările de Jos și, din nou, Italia, în căutarea unor documente, publicând prima parte a colecției Acte și fragmente cu privire la istoria românilor, o conferință ținută la Ateneul Român despre rivalitatea lui Mihai Viteazul cu condotierul Giorgio Basta și debutul în literatura de călătorie cu Amintiri din Italia. În următorul an, este numit curator și editor al colecției de documente istorice a fraților Hurmuzachi, post acordat de Academia Română la propunerea lui Xenopol, dar cu obligația de a ceda orice drepturi de autor care ar fi rezultat din contribuțiile sale. A publicat a doua parte din Acte și fragmente și ediția tipărită a studiului despre Mézières (Philippe de Mézières, 1337–1405). După o reexaminare care a avut loc în octombrie 1895, i s-a acordat un post de profesor titular de istorie universală la Universitatea din București (cu media 9,19).
1895 a fost anul în care Iorga a început colaborarea cu cadrul universitar și agitatorul politic A.C. Cuza, alături de care a fondat grupul Alianței Antisemite Universale, făcând astfel primii pași în politica antisemită. În 1897, după ce a fost ales membru corespondent al Academiei Române, s-a întors în Italia și a cercetat mai multe documente în Regatul autonom Croația-Slavonia, la Dubrovnik. A îngrijit publicarea celui de-al zecelea volum Hurmuzachi, grupând rapoarte diplomatice despre regatul Prusiei din cele două Principate Dunărene (din perioada 1703-1844). După ce și-a petrecut mare parte din anul 1898 în cercetarea mai multor subiecte și, după ce a prezentat rezultatele Academiei, a mers în Transilvania, cea mai mare subregiune a Austro-Ungariei locuită de români. A cercetat arhivele din Bistrița, Brașov și Sibiu, a făcut un progres major prin stabilirea adevăratului autor a cronicilor valahe nesemnate, Stolnicul Cantacuzino, un literat și agitator politic din secolul al XVII-lea, ale cărui cronici au servit ca surse istorice primare pentru mult timp. A publicat mai multe cărți în 1899: Manuscrise din biblioteci străine (două volume), Documente românești din arhivele Bistriței și o carte în limba franceză despre cruciade, intitulată Notes et extraits pour servir à l'histoire des croisades (două volume). Xenopol și-a propus elevul pentru a primi calitatea de membru al Academiei, pentru a-l înlocui pe Odobescu care s-a sinucis, dar propunerea sa nu a fost susținută.
Tot în 1899, Nicolae Iorga a contribuit pentru prima dată la ziarul bucureștean de limbă franceză L’Indépendance Roumaine, publicând articole polemice despre activitatea colegilor săi și provocând în consecință un lung scandal. Țintele articolelor erau adesea savanți mai bătrâni care, fiind susținători sau activiști ai Partidului Național Liberal, se opuneau Junimii și Partidului Conservator al lui Titu Maiorescu; printre aceștia, mai vechii săi prieteni Hasdeu și Tocilescu, precum și V. A. Urechia și Dimitrie Sturdza. Episodul, descris de Iorga însuși ca un debut furtunos dar patriotic în treburile publice, a avut drept consecință cereri pentru excluderea din Academie pentru comportament nedemn. Tocilescu s-a simțit insultat de acuzațiile ce i se aduceau, provocându-l pe Iorga la un duel, dar prietenii săi au intervenit ca să-l tempereze. Un alt om de știință care s-a confruntat cu acuzațiile lui Iorga a fost George Ionescu-Gion. Iorga avea să recunoască mai târziu că în cazul acestuia argumentele sale fuseseră exagerate. În aceste polemici, printre principalii susținători ai lui Iorga au fost Dimitrie Onciul, N. Petrașcu și, din afara României, lingvistul german Gustav Weigand.

### Opinions sincèresși chemarea Transilvaniei
Tânărul polemist s-a mutat de la L'Indépendance Roumaine la nou formata România Jună, colaborare întreruptă un timp pentru călătorii în Italia, Țările de Jos și Galiția și Lodomeriei. În 1900, a publicat articolele polemice în Opinions sincères. La vie intellectuelle des roumains en 1899 („Opinii sincere. Viața intelectuală a românilor în 1899") și Opinions pérnicieuses d'un mauvais patriote („Opiniile pernicioase a unui rău patriot”). Activitățile de cercetare s-au concretizat într-o a doua călătorie în Transilvania care i-a permis să studieze din nou arhivele din Bistrița și a scris al unsprezecelea volum Hurmuzachi și două lucrări despre istoria modernă timpurie a României: Acte din secolul al XVI-lea relative la Petru Șchiopul și Scurtă istorie a lui Mihai Viteazul. Atitudinea sa publică controversată a atras o interdicție oficială asupra rapoartelor date Academiei, astfel fiind scos și din competiția pentru premiul național al Academiei (unde a propus Documente românești din arhivele Bistriței). În această perioadă a avut loc o răcire a relației lui Iorga cu Xenopol.

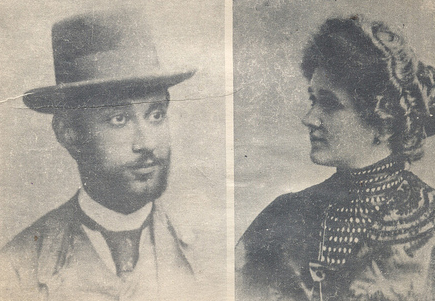
Nicolae Iorga și Catinca

În 1901, la puțin timp după divorțul de Maria, s-a căsătorit cu Ecaterina (Catinca), sora prietenului și colegului Ioan Bogdan. Celălalt frate al ei era istoricul cultural Gheorghe Bogdan-Duică, al cărui fiu, pictorul Catul Bogdan, va fi ajutat de Iorga să devină cunoscut. Cuplul a fost în luna de miere la Veneția, unde Iorga a primit oferta lui Karl Gotthard Lamprecht de a scrie o istorie a românilor care să apară într-o lucrare de specialitate care să cuprindă istoria întregii lumi. Iorga, care l-a convins pe Lamprecht să nu-i acorde această sarcină lui Xenopol, a mai terminat Istoria literaturii române în secolul al XVIII-lea. A fost prezentată Academiei, care a respins-o, făcându-l pe istoric să demisioneze în semn de protest. Pentru a primi imprimatur, Iorga a apelat la prietenii intelectuali, reușind să-și asigure sprijinul familiei Callimachi.
Înainte de sfârșitul anului, familia Iorga se afla în Budapesta, unde istoricul stabilește legături strânse cu alți intelectuali români originari din Transilvania care susțineau Memorandumul Transilvaniei, prin care solicitau pentru populația română drepturi etnice egale cu cele ale populației maghiare, precum și încetarea persecuțiilor și a încercărilor de maghiarizare. Interesat de recuperarea contribuțiilor române despre Istoria Transilvaniei, în principal al rolului de precursor al lui Mihai Viteazul în Unirea Principatelor, Iorga și-a petrecut timpul cercetând, copiind și traducând documente din limba maghiară, fiind ajutat de soția sa. În timpul celei de-a 300-a comemorări a morții lui Mihai Viteazul, pe care studenții români au transformat-o într-un protest împotriva restricțiilor Austro-Ungariei în ceea ce privește învățământul, Iorga s-a adresat mulțimii și a fost primit cu brațele deschise de liderii protestatarilor, poetul Octavian Goga și preotul ortodox Ioan Lupaș. În 1902, a publicat noi tratate pe tema Transilvaniei și a Țării Românești: Legăturile Principatelor române cu Ardealul, Sate și preoți din Ardeal, Despre Cantacuzini, Istoriile domnilor Țării Românești.
Prin publicarea cărții Sate și preoți din Ardeal, Nicolae Iorga și-a propus să reconstituie pe baza valorificării unui bogat material arhivistic cercetat în arhivele și bibliotecile transilvănene și budapestane viața clerului și a țărănimii românești din Evul Mediu și până în contemporaneitatea sa și, mai ales, rolul pe care l-a jucat promovarea cărților religioase vechi de către preoții din satele ardelene în formarea intelectuală, morală a țărănimii. Totodată, a reprezentat apelul istoricului asupra conștientizării necesității solidarității naționale în vederea propășirii Marii Uniri Naționale de la Alba Iulia.
Iorga a devenit interesat de naționalism cultural și didacticism, conform unei scrisori deschise adresate revistei lui Goga, Luceafărul, cu sediul în Budapesta. După mai multe intervenții ale lui Goga și ale lingvistului Sextil Pușcariu, Luceafărul a devenit principalul mijloc de exprimare din afara României. S-a întors la București în 1903, unde a urmat sugestiile lui Lamprecht și s-a concentrat pe scrierea primei sale priviri de ansamblu a istoriei României, cunoscută în țară ca Istoria românilor. A mai fost implicat într-un proiect de cercetare a arhivelor din Moldova și Țara Românească și, după ce a restabilit politica naționalistă a poetului junimist Mihai Eminescu, l-a ajutat pe acesta în alegerea și publicarea creațiilor sale.

### Sămănătorulși scandalul din 1906

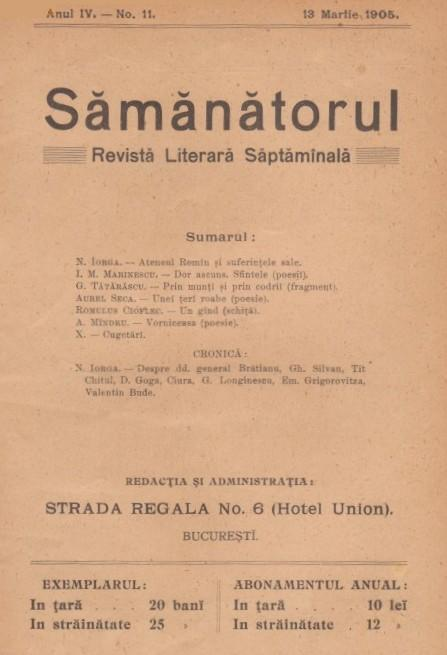
Coperta Sămănătorului, martie 1905. Iorga este menționat ca editorialist politic

În 1903, Nicolae Iorga a devenit unul dintre conducătorii revistei Sămănătorul. Din acest moment s-a distanțat de influența lui Maiorescu, renunțând la Junimism și afiliindu-se curentelor etno-naționalist și neoromantic pe care le promova revista. Școala Sămănătorulului era formată din foști sau actuali junimiști, iar retragerea treptată a lui Maiorescu din viața literară a putut duce la crearea unei legături cu Convorbiri Literare: noul său editor, Simion Mehedinți, era însuși un susținător al tradiționalismului. Un cerc de junimiști care susțineau varianta lui Maiorescu de conservatorism au reacționat formând propria revistă, Convorbiri Critice, editată de Mihail Dragomirescu.

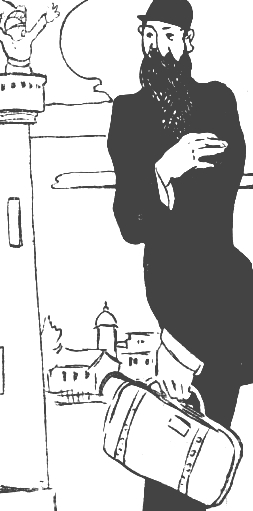
Caricatură de Ion Theodorescu-Sion, înfățișând Foișorul de Foc drept singura clădire destul de mare pentru a acomoda înălțimea istoricului. Ziarul Furnica, 1910.

În tandem cu întoarcerea deplină în cultură și jurnalism politic, care includea dezbateri lungi cu istorici „vechi” și junimiști, Iorga încă se ocupa de cercetarea istorică. În 1904, a publicat lucrarea de geografie istorică intitulată Drumuri și orașe din România și, până la cererea specială venită din partea ministrului de educație național-liberal Spiru Haret, a dedicat o carte lui Ștefan cel Mare, publicată până la a 400-a aniversare de la moartea sa în Istoria lui Ștefan cel Mare. Iorga a mărturisit că opera a făcut parte din agenda didactică a lui Haret, și se dorea „distribuirea în toate colțurile țării în 1000 de exemplare”. Ajută la descoperirea romancierului Mihail Sadoveanu, numind anul 1904 „anul Sadoveanu”, cel care a fost pentru o perioadă figura principală a literaturii sămănătoriste.
În 1905, anul în care istoricul Onisifor Ghibu îi devine prieten apropiat și discipol, a scris 23 de titluri distincte, printre care două volume din Geschichte des Rümanischen Volkes im Rahmen seiner Staatsbildungen („O istorie o românilor în contextul formării naționale”) în germană, Istoria românilor în chipuri și icoane, Sate și mănăstiri din România ("Villages and Monasteries of Romania") și eseul Gânduri și sfaturi ale unui om ca oricare altul. I-a mai vizitat pe românii din Bucovina, pe vremea aceea teritoriu austriac, și pe cei din Basarabia, teritoriu al Imperiului Țarist, și a scris despre lupta pentru cultură în Neamul romănesc în Basarabia. Aceasta se referea la autocrația țaristă ca sursă de „întunecime și sclavie”, pe când despre regimul mai liber din Bucovina a spus că e „lanț de aur”.
Nicolae Iorga a candidat la alegerile din 1905 și a câștigat un loc de deputat. A rămas independent până în 1906, când s-a alăturat Partidului Conservator, încercând pentru ultima oară să schimbe cursul Junimii. Mutarea sa a fost contracarată de un grup de naționaliști de extremă-stânga din facțiunea poporanistă, care au intrat în Partidului Național Liberal, și, la scurt timp după aceea, au intrat în conflict deschis cu Iorga. Deși făcea parte din aceeași familie culturală ca Sămănătorul, teoreticianul poporanist Constantin Stere a fost desființat în articolele lui Iorga, deși Sadoveanu a încercat să rezolve această problemă.
Campania naționalistă a lui Iorga a cunoscut vârful în acel an: profitând de un val de francofobie în rândul populației urbane tinere, Iorga a boicotat Teatrul Național, obligând actorii să pună în scenă o piesă în întregime în limba franceză, și perturbând liniștea publică. Conform unuia din tinerii discipoli ai lui Iorga, viitorul jurnalist Pamfil Șeicaru, starea de spirit era în atât de puternică încât Iorga ar fi putut da cu succes o lovitură de stat. Aceste evenimente au avut mai multe consecințe politice. Siguranța Statului a deschis un dosar despre istoric, informându-l pe prim-ministrul român Sturdza despre agitația naționalistă. Percepția că Iorga era xenofob i-a adus critici din partea unor cercuri moderat-tradiționaliste, în special în săptămânalul Viața Literară. Ilarie Chendi și tânărul Eugen Lovinescu au ridiculizat afirmația conform căreia Iorga se credea superior; Chendi a criticat în special refuzarea scriitorilor pe criterii etnice și nu pe baza meritelor (Iorga însuși având rădăcini grecești).

### Neamul Românesc, Răscoala țăranilor și Vălenii de Munte
Iorga s-a despărțit în cele din urmă de Sămănătorul în 1906, punând bazele propriei publicații Neamul Românesc. Schisma a venit ca rezultat direct al conflictelor cu alte cercuri literare, și au dus la o scurtă colaborare a lui Iorga cu jurnalistul de la revista Făt Frumos, Emil Gârleanu. Noua revistă, ilustrată cu portrete ale țăranului român în ipostaze idealiste, care era populară printre învățații de la țară (pentru care era distribuită gratuit), promovând teorii antisemite și aducând oprobriul autorităților și a presei urbane.
Tot în 1906, Iorga a mers în Imperiul Otoman, unde a vizitat Istanbulul, și a publicat o altă colecție de volume—Contribuții la istoria literară, Neamul românesc în Ardeal și Țara Ungurească, Negoțul și meșteșugurile în trecutul românesc etc. În 1907, a început să publice un al doilea periodic, revista culturală Floarea Darurilor, publicată de Editura Minerva (al doilea volum în 1908, al treilea în 1909). A mai publicat un studiu în engleză despre Imperiul Bizantin. Acasă, el și discipolul Vasile Pârvan au fost implicați într-un conflict cu istoricul Orest Tafrali, oficial din cauza unei teorii arheologice, dar și din cauza unui conflict regional în Academie: București și Transilvania contra Iașului lui Tafrali.
Un moment de cotitură în cariera politică a lui Iorga a avut loc în timpul Răscoalei Țărănești din 1907, începută în timpul cabinetului Conservator și reprimată cu multă violență de cel liberal. Nicolae Iorga însuși considera dealtfel că țărănimea română era cea mai primitivă din toată Europa, și că nici măcar în Turcia această clasă n-a fost lăsată atât de mult în urmă ca aceea din regatul român. Această revoltă sângeroasă l-a făcut pe istoric să scrie pamfletul Dumnezeu să-i ierte, publicat în Neamul Românesc. Textul, împreună cu programul de conferințe despre agricultură și programul pentru ajutorarea victimelor l-a făcut din nou adversar al Partidului Național Liberal, care îl făceau pe Iorga instigator. Istoricii și-au amintit de Stere, care a fost numit în postul de prefect al Iașului împotriva intereselor partidului, a inaugurat o colaborare informală cu Iorga și poporaniștii. Clasa politică în ansamblu a fost destul de reticentă privind relațiile lui Iorga cu Liga pentru Unitatea Culturală a tuturor Românilor și politica iredentistă, din cauza căreia aveau de suferit relațiile cu Austro-Ungaria care ocupa Transilvania și Bucovina. Totuși, popularitatea lui Iorga era în creștere, fiind reales ca deputat la alegerile din același an.
Iorga și noua sa familie s-a mutat de mai multe ori, închiriind o casă în cartierul bucureștean Gara de Nord (Buzești). După ce și-a manifestat dorința de a deveni profesor al Universității din Iași, dar nu a reușit, a decis, în 1908, să se mute din centrele urbane la o vilă din orașul Vălenii de Munte (situat în zona deluroasă a Județului Prahova). În ciuda acuzații de agitator atribuită de Sturdza, a primit sprijin de la Ministrul Educației Spiru Haret. Odată stabilit, a fondat o școală de vară, propria editură, o tipografie și suplimentul literar al Neamului Românesc, dar și un azil condus de scriitorul Constanța Marino-Moscu. În același an a publicat încă 25 de lucrări, printre care volumul introductiv în limba germană (Geschichte des Osmanischen Reiches, „Istoria Imperiului Otoman”), Istoria bisericii românești, și o antologie despre romantismul român. În 1909, a urmat un volum de discursuri parlamentare, În era reformelor, o carte despre Unirea Moldovei cu Țara Românească din 1859 (Unirea principatelor), și o carte de critică în legătură cu poeziile lui Eminescu. În timpul unei vizite la Iași pentru jubileul Unirii, Iorga și-a cerut scuze în public lui Xenopol pentru criticile aduse în deceniul precedent..

### Eșecurile din 1909 și crearea PND-ului

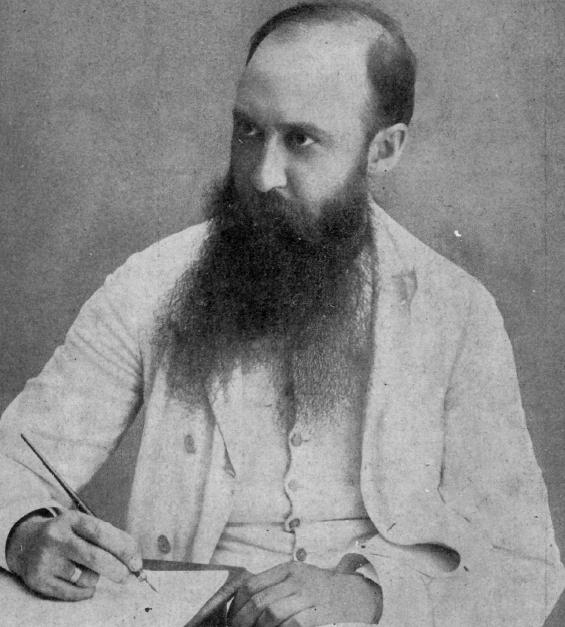
Iorga la masa de lucru, 1914. Poză publicată în Luceafărul.

În această perioadă a vieții, Iorga a devenit membru onorific al Societății Scriitorilor Români. A încercat să publice creațiile sale în Sămănătorul și Neamul Românesc, dar a scris împotriva sistemului lor de taxe. Odată eliberată de restricțiile guvernamentale în 1909, școala sa din Văleni a fost transformată într-un centru studențesc, auto-finanțat din vânzarea de cărți poștale. Succesul său a creat panică în Austrio-Ungaria: ziarul Budapesti Hírlap a descris școala lui Iorga ca fiind un instrument pentru a radicaliza românii din Transilvania. A încercat să înstrăineze principalele organizații românești din Transilvania: Partidul Național Român (PNR) s-a temut de propunerea sa de a boicota Dieta Ungariei, din moment ce liderii PNR erau loiali proiectului Statele Unite ale Austriei Mari.
Iorga a avut de suportat consecințele în mai 1909, atunci când nu i s-a permis să intre în Bucovina, fiind declarat persona non grata,
și exilat de pe sol austriac (în iunie, li s-a interzis prin lege profesorilor bucovineni să ia parte la discursurile lui Iorga). După o lună, Iorga l-a întâmpinat în București pe istoricul englez R.W. Seton-Watson. Critic al Austro-Ungariei, a devenit prietenul lui Iorga, și l-a ajutat să-și facă cunoscute ideile în anglosferă.
În 1910, anul în care a făcut turul Vechiului Regat în care a ținut mai multe conferințe, Nicolae Iorga s-a raliat din nou cu A. C. Cuza pentru a constitui Partidul Naționalist-Democrat. Parțial constituit pe baza componentelor antisemite ale revoltelor din 1907, doctrina sa descria comunitatea evreiască din România și evreii în general ca fiind un pericol pentru dezvoltarea României. La începuturile sale, partidul folosea ca simbol svastica (卐), promovată de Cuza ca simbol mondial al antisemitismului și, mai târziu, al „rasei ariene”. De asemenea cunoscut ca PND, a fost primul grup românesc care a reprezentat mica burghezie, intervenind între cele două partide care s-au aflat la putere timp de trei decenii.
În 1910, Iorga a mai publicat încă treizeci de lucrări, printre care se numără și Viața femeilor în trecutul românesc, Istoria armatei românești și Ștefan cel Mare și mănăstirea Neamțului. Activitatea sa academică a dus la un alt conflict cu istoricul de artă Alexandru Tzigara-Samurcaș, naș și fost prieten, care obiecta crearea obiectului Istoriei artelor ca obiect separat la Universitate.
Reinclus în Academie și făcut membru cu drepturi depline, a ținut un discurs în mai 1911 pe tema Filozofia istoriei intitulat Două concepții istorice, prefațat de Xenopol. În luna august a aceluiași an, se afla din nou în Transilvania, la Blaj, unde a adus omagii Societății Culturale ASTRA. Și-a adus prima contribuție la drama românească cu o piesă numită după și al cărui personaj principal era Mihai Viteazul, una din cele douăzeci de titluri din acel an pentru aforismele strânse (Cugetări, "Musings") și memorii asupra vieții sale în cultură (Oameni cari au fost). În 1912, a publicat, printre altele, Trei drame, grupând Mihai Viteazul, Învierea lui Ștefan cel Mare și Un domn pribeag. În plus, Iorga a scris primele studii despre geopolitica balcanică în contextul războaielor balcanice (România, vecinii săi și chestia Orientală). A mai adus contribuții notabile etnografiei, cu Portul popular românesc.

### Iorga și criza din Balcani

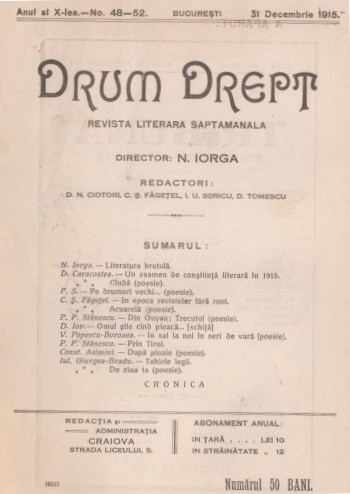
Coperta revistei Drum Drept, nr. 48-52, datată 31 decembrie 1915

În 1913, Iorga a mers în Londra la Congresul Internațional de Istorie, unde a propus noi moduri de abordare a medievalismului și o lucrare despre efectele sociale ale Căderii Constantinopolului în Moldova și Țara Românească.
Apoi a vizitat Regatul Serbiei, fiind invitat de Academia din Belgrad, unde a prezentat o disertație despre relațiile româno-sârbe și Declinul Imperiului Otoman.
Iorga a fost chiar chemat sub arme în al Doilea Război Balcanic, în timpul căruia România a luptat alături de Serbia împotriva Regatului Bulgariei. Deposedarea Bulgariei de Cadrilater, susținută de Maiorescu și conservatori, a fost văzută de Iorga ca o mișcare imperialistă.
Interesul lui Iorga în criza balcanică a fost redat în două din cele patruzeci de cărți pe care le-a publicat în acel an: Istoria statelor balcanice și Notele unui istoric cu privire la evenimentele din Balcani. A mai făcut un studiu despre domnia de la începutul secolului al XVIII-lea a lui Constantin Brâncoveanu (Viața și domnia lui Constantin vodă Brâncoveanu). A publicat primul număr al revistei Drum Drept, care apărea lunar, și care mai târziu a fuzionat cu revista sămănătoristă Ramuri. În 1914 a primit distincția Bene Merenti din partea statului român, și a inaugurat Institutul de Studii Sud-Est Europene sau ISSEE (fondat prin eforturile sale), cu un discurs pe tema istoriei Albaniei.
Din nou invitat în Italia, a vorbit la Ateneo Veneto despre relațiile dintre Republica Veneția și Balcani, și din nou despre cultura Settecento. S-a concentrat asupra albanezilor și Arbëreshëlor — Iorga a descoperit cel mai vechi document istoric scris în albaneză, Formula e pagëzimit (1462). În 1916, a fundat jurnalul academic bucureștean Revista Istorică, un echivalent românesc al Historische Zeitschrift și al The English Historical Review.

### Profil antantist

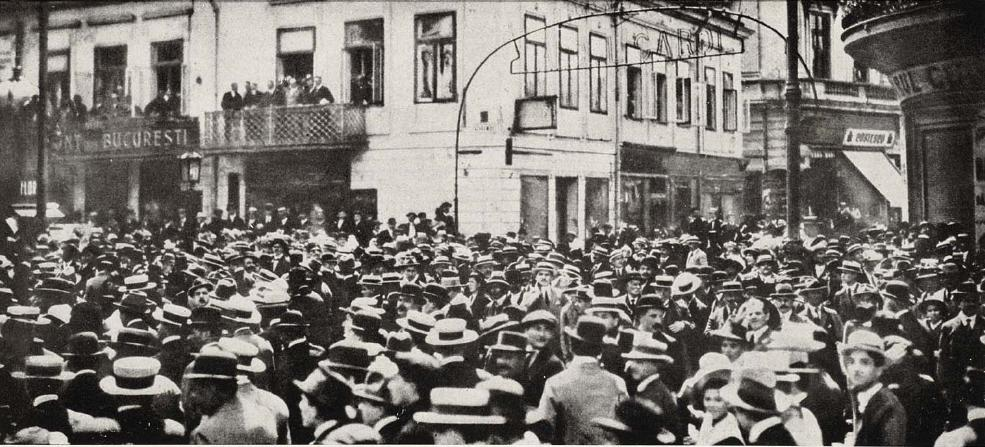
Manifestație pro-Antanta în București (cca. 1916)

Implicarea lui Nicolae Iorga în dispute politice și cauza iredentistă au devenit caracteristice în viața sa în timpul Primului Război Mondial. În 1915, în timp ce România era încă neutră, a trecut de tabăra predominant naționalistă, francofilă și pro-Antanta, cerând purtarea unui război împotriva Puterilor Centrale pentru a recupera Transilvania, Bucovina și alte regiuni deținute de Austro-Ungaria; pentru a-și atinge scopul, a devenit un membru activ al Ligii pentru unitatea culturală a tuturor românilor, și a organizat personal mari manifestații pro-Antanta în București. Un prudent anti-austriac, Iorga a adoptat agenda intervenționistă fără întârziere. Ezitările sale au fost ridiculizate de militantul pro-transilvănean dar anti-război Eugen Lovinescu, lucru care l-a costat pe Iorga postul din Liga Culturală. Istoricul a mărturisit mai târziu că, la fel ca premierul Ion I. C. Brătianu și cabinetul Național Liberal, a așteptat cel mai bun moment de atac. În final, eforturile sale „antantiste” au fost susținute puternic de persoane publice ca Alexandru I. Lapedatu și Ion Petrovici, dar și de grupul Acțiunea Națională a lui Take Ionescu. Iorga a făcut parte și din cercul privat de prieteni al tânărului Rege, Ferdinand I, pe care îl găsea bine intenționat, dar lipsit de voință. Iorga este uneori creditat ca tutore al Prințului Carol (viitorul Rege Carol al II-lea), care frecventa cursurile școlii din Vălenii.
În polemica sa cu Vasile Sion din octombrie 1915, un fizician germanofil, Iorga și-a justificat suspiciunile avute despre germanii din România și i-a felicitat pe românii care plecau din armata austriacă. Antantiștii care doreau Transilvania înapoi s-au întors împotriva poporaniștilor, care deplângeau soarta românilor din Basarabia, regiune aflată sub opresiunea Imperiului Rus cu consimțământul aliaților. Teoreticianul poporanist Garabet Ibrăileanu, editor al publicației Viața Românească, l-a acuzat pe Iorga că nu a venit deloc în sprijinul basarabenilor.
Iorga a reflectat asupra temelor politice în raportul predat Academiei în 1915, intitulat Dreptul la viață al statelor mici și în multe din cele 37 cărți pe care le-a publicat în acel an: Istoria românilor din Ardeal și Ungaria, Politica austriacă față de Serbia etc. Tot în 1915, Iorga și-a terminat tratatul în istorie economică, Istoria comerțului la români, dar și un volum despre istoria literaturii și a filozofiei românești, Faze sufletești și cărți reprezentative la români. Înainte de vara anului 1916, a făcut naveta între București și Iași, pentru a-l suplini pe Xenopol, bolnav fiind, la Universitatea din Iași. A finalizat colecția de Studii și documente, care cuprinde comentariile sale despre 30000 de mii de documente individuale în 31 de volume.

### Refugiul la Iași

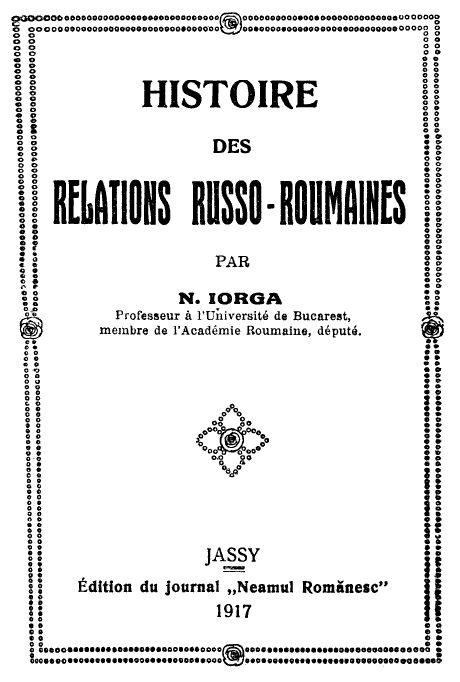
Eseul lui Iorga despre relațiile româno-ruse, publicată în Iași, 1917

La sfârșitul verii anului 1916, odată cu stabilirea alianței cu Antanta de către guvernul Brătianu, Iorga și-a exprimat bucuria într-o piesă numită Ceasul: „A sosit un ceas pe care-l așteptam de veacuri, pentru care am trăit întreaga noastră viață națională, pentru care am muncit și am scris, am luptat și am gândit. A sosit ceasul în care cerem și noi lumii dreptul de a trăi pentru noi, dreptul de a nu da nimănui ca robi rodul ostenelilor noastre." Totuși, campania românească a fost un eșec, forțând Armata Română și întreaga administrație să evacueze zonele din sud, inclusiv Bucureștiul, pentru a se adăposti de ocupația germană. Casa lui Iorga din Vălenii de Munte s-a numărat printre proprietățile lăsate în urmă și ocupate de inamici, și, conform lui Iorga, a fost vandalizată de Armata Germană.
Încă membru al Parlamentului, Iorga s-a alăturat autorităților în capitala provizorie Iași, dar s-a opus planurilor de relocare a guvernului în afara Moldovei asediate în Republica Rusă. Acest argument a făcut subiectul unui discurs parlamentar, tipărit ca pamflet și distribuit militarilor: „Fie ca câinii acestei lumi să se înfrupte din noi mai repede decât ne-am găsi bucuria, calmul, și prosperitatea acordată de străinul ostil.” Totuși a permis stocarea unora din caietele sale în Moscova, împreună cu Tezaurul României, și și-a adăpostit familia în Odesa.
Iorga, care a republicat Neamul Românesc în Iași, și-a oprit temporar activitatea la Universitatea din Iași și a început să lucreze la cotidianul de propagandă de război România, contribuind totodată și la publicația internațională a lui R.W. Seton-Watson The New Europe (română Noua Europă). A mai publicat în acel an mai multe broșuri dedicate menținerii moralului printre soldați și civili: Războiul actual și urmările lui în viața morală a omenirii, Rolul inițiativei private în viața publică, Sfaturi și învățături pentru ostașii României etc. A tradus din engleză și a tipărit Țara mea, un eseu patriotic scris de Regina Maria.
Criza tot mai puternică l-a făcut pe Iorga să lanseze apeluri împotriva defetismului și să republice Neamul Românesc din Iași, explicând: „Am realizat acum ce suport moral ar putea servi aceasta pentru miile de oameni descurajați și deziluzionați și împotriva trădătorilor care se strecură peste tot.” Scopul a fost din nou reflectat în prelegerile ce au urmat (unde a discutat despre „principiul național”) și în alte lucrări; acestea contemplau asupra angajamentului Aliaților (Relations des Roumains avec les Alliès, „Relațiilor românilor cu Aliații; Histoire des relations entre la France et les roumains, „Istoria relațiilor dintre Franța și România”), caracterului național (Sufletul românesc) sau împotriva scăderii moralului (Armistițiul). Idealul lui de regenerare morală în timpul războiului a fost completat de dorința unei reforme agrare. Brătianu nu s-a opus propunerii, deși se temea că deținătorii de pământuri se vor răscula. Iorga i-a răspuns sarcastic: „așa cum ai împușcat țăranii pentru ca boierii să prospere, atunci vei împușca boierii pentru ca țăranii să prospere.”
În mai 1918, România a cedat cerințelor germane și a semnat Tratatul de la București, considerat de Iorga drept un armistițiu umilitor („Strămoșii noștri ar fi preferat moartea”); a refuzat să reprimească catedra de la Universitatea din București. Autoritățile germane din București au reacționat, operele sale fiind interzise.

### România Mare și conducerea Senatului

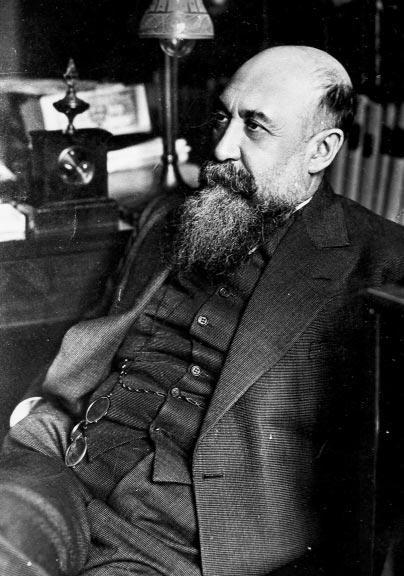
Nicolae Iorga in 1939

Iorga s-a întors la București doar după ce România a reluat contactele cu Aliații, iar armata germană a părăsit țara. Incertitudinea politică a luat sfârșit la sfârșitul toamnei, când victoria Aliaților de pe Frontul de vest a dus la înfrângerea Germaniei. Celebrând Armistițiul Compiègne, Iorga a scris: „Nu poate exista o zi mai mare ca aceasta pentru întreaga lume”. A mai remarcat că Bucureștiul a devenit „un iad murdar sub conducerea cerurilor.” Atunci a avut loc și premiera piesei sale, Învierea lui Ștefan cel Mare, la Teatrul Național din capitală, care a continuat să găzduiască puneri în scenă a textelor sale dramatice în mod regulat, până în cca. 1936.
A fost reales în camera inferioară în alegerile din noiembrie 1918, devenind președinte al acesteia, fiind totodată prima persoană care a deținut acest post în cadrul României Mari. În acest an a participat la a 360-a aniversare de la nașterea lui Mihai Viteazul. Pe 1 decembrie, mai târziu sărbătorită ca Ziua Națională a României, Iorga a participat la Unirea cu Transilvania, fiind doar unul din miile de români care s-au adunat în Alba Iulia pentru a cere pe unirea pe baza dreptului de autodeterminare. A fost ignorat de Regele Ferdinand, și s-a bazat doar pe Brătianu pentru suport. Deși nu a fost invitat la Conferința de Pace de la Paris, a susținut-o pe Regina Maria în rolul ei de negociator informal pentru România, lucru care a dus la o mai strânsă prietenie.
La puțin timp după formarea României Mari, Iorga a expus public colaboratorii inamicilor din război. Subiectul a fost dezbătut într-un discurs din 1919 pe care l-a ținut în fața membrilor Academiei, unde a fost criticat de academicienii germanofili, opunându-se primirii calității de membru a poporanistului Constantin Stere. Nu a obținut sprijin în demersul de a scăpa de profesori germanofili de la Universitate, demers care a reaprins conflictul dintre el și Alexandru Tzigara-Samurcaș, care a făcut parte din administrația numită de germani după ocuparea Bucureștiului. Cei doi cărturari au continuat disputa la tribunal și, până la moartea lui Iorga, a prezentat exclusivități din istoria politică recentă. Deși nu era în cele mai bune relații cu poetul germanofil încarcerat Tudor Arghezi, Iorga a venit în ajutorul său pe lângă Ferdinand.
După alegerile din 1919, Iorga a devenit membru al Senatului, reprezentând democrat-naționaliștii. Deși nu susținea votul universal și adoptarea simbolurilor electorale care promovau analfabetismul politic, PND-ul a folosit o siglă reprezentând două mâini strânse (înlocuită mai târziu cu un steag negru cu o seceră). Alegerile păreau să nu urmeze tiparul politicii vechi: partidul lui Iorga era al treilea, urmat de două formațiuni noi, PNR și Partidul Țărănesc (PȚ), cu care a format Blocul Parlamentar cu un cabinet de miniștri condus de Alexandru Vaida-Voevod. Această uniune a fostelor rivale arătau suspiciunile tot mai mari pe care le avea Iorga despre Brătianu, care se temea că intenționa să includă PND-ul în PNL, și l-a acuzat de crearea unei mașini politice. El și discipolii si erau cunoscuți ca politicianiști, care-și exprimau dezamăgirea față de noul context politic.
Tot în 1919, Iorga a fost ales președinte al Ligii Culturale, unde a ținut un discurs despre „drepturile românilor asupra teritoriului țării”, a fost numit la conducerea Comisiei Monumentelor Istorice, și s-a întâlnit cu mai mulți academicieni din delegația trimisă de Franța în România (Henri Mathias Berthelot, Charles Diehl, Emmanuel de Martonne și Raymond Poincaré, pe care i-a întâmpinat cu un discurs despre români și oamenii din Europa latină). Împreună cu eroul francez din Primul Război Mondial Septime Gorceix, a întocmit Anthologie de la littérature roumaine („O antologie a literaturii române”). În același an, statul francez i-a acordat lui Iorga cea mai mare distincție a sa, Legiunea de onoare.
Ca președinte fondator al Asociației Bibliotecilor publice din România, Iorga a ținut legătura cu mai tinerii intelectuali transilvăneni: a luat parte la reorganizarea Universității Franz Joseph, reușind să înlocuiască predarea în limba maghiară cu cea în limba română, unde i-a întâlnit pe cărturarii Vasile Pârvan și Vasile Bogrea (care l-au primit cu apelativul „geniul nostru protector”), și a publicat o laudă la adresa poetului tradiționalist Lucian Blaga. A ținut corespondența cu intelectualii din toate regiunile, și este românul căruia i s-au trimis cele mai multe scrisori în istoria Poștei Române În timpul unei călătorii în jurul României, a mai scris 30 de cărți, printre care Histoire des roumains de la Peninsule des Balcans („Istoria românilor din Peninsula Balcanică”: aromânii, istroromânii și meglenoromânii), Istoria poporului francez, Pentru sufletele celor ce muncesc și Istoria lui Mihai Viteazul. I-a fost acordat titlul de doctor honoris causa de către Universitatea din Strasbourg, iar scrierile sale despre Albania, strânse de poetul Lasgush Poradeci, au devenit Brève histoire de l'Albanie („Scurta istorie a Albaniei”). În București, Iorga a primit cadou de la admiratori o nouă casă în București pe Bulevardul Bonaparte (Bulevardul Iancu de Hunedoara).

### Politica anilor '20

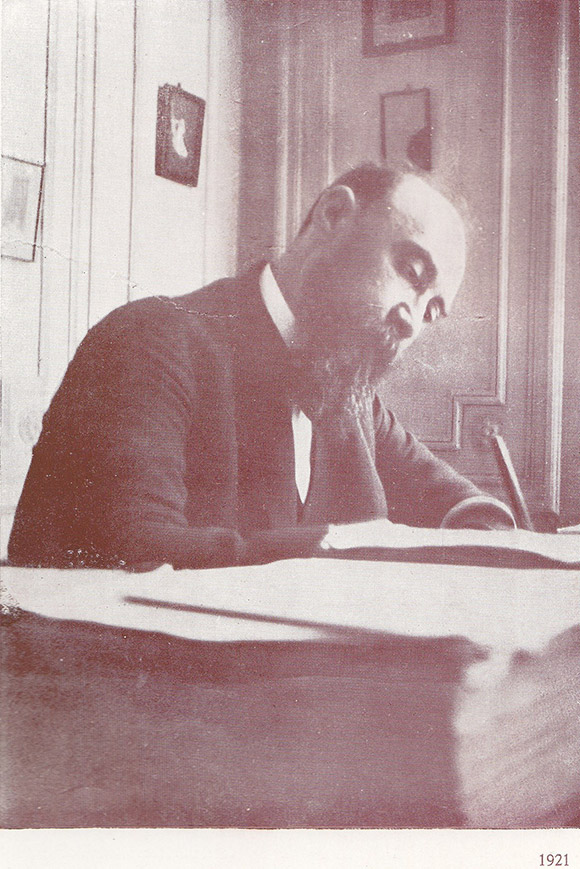
Nicolae Iorga la biroul de lucru în 1921.

Coaliția s-a destrămat la sfârșitul lunii martie a anului 1920, când Ferdinand a dizolvat Parlamentul. În timpul alegerilor din vara anului 1920, Iorga a fost invitat de jurnalistul Sever Dan să candideze pentru un loc de deputat în Transilvania, dar a participat și câștigat locul în colegiul din Județul Covurlui. Iorga critica PNR-ul pentru guvernul regional din Transilvania, și PȚ-ul pentru dorința de a reprezenta toți țăranii români. În martie 1921, Iorga a avut un nou conflict cu Stere. Ultimul a fost iertat pentru poziția avută în război, fiind decorat pentru negocierea Unirii Basarabiei cu România, și ales pe listele PȚ din județul Soroca. Discursul lui Iorga, „Trădarea lui Stere”, a reatras atenția spre germanofilia lui Stere (cu citate scoase din context) și a cerut invalidarea sa; dezbaterea care a urmat a fost tensionată și emoționantă, dar un nou vot în Cameră l-a confirmat pe Stere ca deputat din partea Județului Soroca.
Cele mai multe voturi le-a adunat Partidul Poporului, un partid radical, eclectic și anti-PNR, condus de generalul și eroul de război Alexandru Averescu. Iorga, al cărui PND a format alături de PȚ și alte partide mai mici Federația Națională pentru democrație, a fost lăsat perplex de sui-generis-ul lui Averescu și de cultul personalității, scriind: "Totul [în acel partid] era despre Averescu.” Partenerul său A. C. Cuza și o parte a PND-ului susțineau PP-ul, astfel amenințând stabilitatea partidului. Iorga devine progresiv mai puțin antisemit, proces la sfârșitul căruia Cuza a părăsit democrat-naționaliștii pentru a stabili Liga Apărării Național-Creștine (1923). Sugestiile lui Iorga privind venirile din Transilvania și Basarabia au devenit un clișeu și au dus la dispute cu fostul prieten Octavian Goga, care s-a alăturat partidului lui Averescu.
Activitatea sa publicistică a continuat în acel an într-un ritm alert, prezidând pentru prima dată Școala Românească din Fontenay-aux-Roses; a publicat Histoire des roumains et de leur civilisation („Istoria Românilor și civilizația lor”) în două volume și trei tomuri din Istoria românilor prin călătorii, Ideea Daciei românești, Istoria Evului Mediu și alte lucrări științifice. Studiile sale biografice se concentrau asupra predecesorului său Mihail Kogălniceanu. A mai scris două drame: una centrată în jurul voievodului moldovean Constantin Cantemir (Cantemir bătrânul), și alta dedicată, și numită după Brâncoveanu. A ținut discursuri în orașele transilvănene, și s-a implicat în proiecte pentru a organiza centre culturale populare prin orașe, prin care intenționa să răspândească un mesaj cultural unitar. În acest an moare și A. D. Xenopol, Iorga fiind prezent la înmormântare.
În 1921 și 1922 a ținut cursuri în străinătate, cele mai importante la Universitatea din Paris, stabilind și o școală românească în capitala franceză și Accademia di Romania din Roma. În 1921, când aniversarea vârstei de 50 de ani s-a ținut la nivel național, Iorga a publicat un număr mare de volume, incluzând un studiu bibliografic despre Revoluția de la 1821 și liderul său Tudor Vladimirescu, un eseu pe tema istoriei politice (Dezvoltarea așezămintelor politice), Secretul culturii franceze, Războiul nostru în note zilnice și lucrarea în limba franceză Les Latins de l'Orient. Interesul pentru Vladimirescu și rolul său istoric a apărut și în drama cu același nume, publicată cu un volum de poezii.
Tot în 1921 Iorga va fi unul dintre vocalii critici ai arestări principalilor comuniști la 12 mai în urma Primului Congres al Partidului Comunist din România. Această solidaritate cu comuniștii români nu se datora în niciun fel simpatizării politice pe care acesta le-ar fi putut-o purta, ci în schimb era bazată pe dezacordul lui Iorga pentru modul brutal și nedrept în care aceștia au fost arestați.

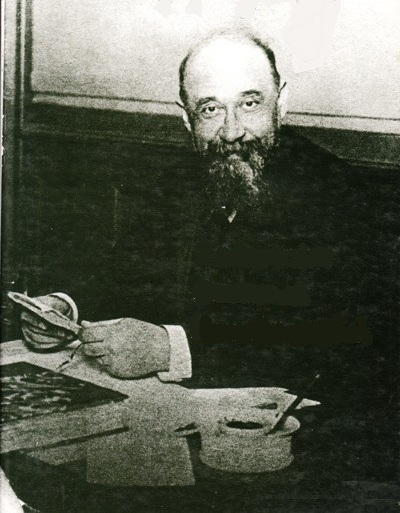
Nicolae Iorga in 1936

În politică, Iorga obiecta împotriva ținerii puterii de către PNL, denunțând alegerile din 1922 pe motiv de fraudă electorală. A reluat colaborarea cu PNR, urcând rapid în funcțiile partidului pentru a încerca contracararea acestui monopol. În 1923, și-a donat reședința din Bulevardul Bonaparte și colecția sa Ministerului Educației, pentru a servi ca beneficiu cultural și universitar studenților. A mai primit un doctorat honoris causa de la Universitatea din Lyon, după care a urmat o încercare de reconciliere cu Tudor Arghezi, căruia i-a adresat laude publice. Au lucrat împreună la ziarul Cuget Românesc, dar tot nu s-au înțeles, deoarece Iorga începuse să critice modernismul literar și „criza spirituală a lumii”.
Printre lucrările sale publicate în acel an se numără Formes byzantines et réalités balcaniques („Formularistica bizantină și realități balcanice”), Istoria presei românești, L'Art populaire en Roumanie („Arta populară în România”), Istoria artei medievale și Neamul românesc din Ardeal. A terminat mai multe drame: Moartea lui Dante, Molière se răzbună, Omul care ni trebuie și Sărmală, amicul poporului.

### Inițiative internaționale și călătoria în America

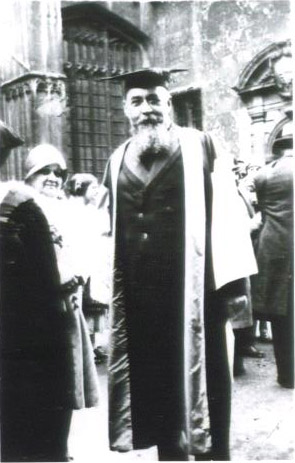
Nicolae Iorga, Doctor honoris causa al Universității Oxford.

Un moment important în cariera europeană a lui Iorga a avut loc în 1924, când a ținut în București primul Congres Internațional al Studiilor Bizantine, la care au luat parte cei mai importanți experți în domeniu. A mai predat la Institutul italian Ramiro Ortiz din București. Tot atunci, Iorga a fost numit profesor emerit de Universitatea din Paris, primind onoarea de a găzdui studenți străini la școala Vălenii de Munte, și a publicat un număr de lucrări științifice și eseuri, ca: Brève histoire des croissades („O scurtă istorie a cruciadelor”), Cărți reprezentative din viața omenirii, România pitorească și un volum adresat comunității româno-americane. În 1925, când a fost ales membru al Academiei din Cracovia, Polonia, Iorga a ținut conferințe în mai multe țări europene, incluzând Elveția (unde a vorbit în fața Ligii Națiunilor despre starea minorităților din Romania). Bibliografia sa din anul 1925 include 50 de titluri. Și-a mărit averea, construind vile în două orașe turistice: în Sinaia (arhitect: Toma T. Socolescu) și, mai târziu, Mangalia. Mai controversată a fost decizia sa de a folosi fonduri în exces de la Congresul Internațional pentru a-și îmbunătăți tipografia din Văleni.
Iorga a fost din nou în străinătate în 1926 și 1927, ținând discursuri pe mai multe teme la reuniuni din Franța, Anglia, Italia, Elveția, Danemarca, Spania, Suedia și Regatul Iugoslaviei, multe dintre lucrările sale fiind traduse în franceză, engleză, germană și italiană. În 1926 a scris primul din cele patru volume ale Essai de synthèse de l'histoire de l'humanité („Eseuri despre sinteza istoriei lumii”), urmat în 1927 de Istoria industriei la români, Originea și sensul democrației, un studiu al contribuțiilor române la Războiul Ruso-Turc (1877-1878) (Războiul de independență) etc. Acasă, PND-ul a fuzionat cu PNR, lucru acceptat de Iorga, căruia i s-a propus să devină președintele uniunii. Liderul în exercițiu al PNR, Iuliu Maniu, a reușit să țină de scaun cu succes, și cele două partide au avut dispute în ceea ce privește această problemă.

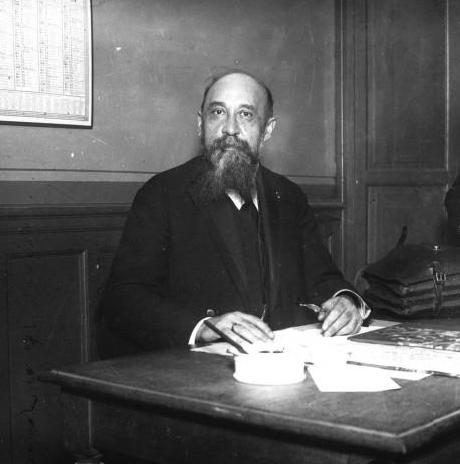
Iorga la o expoziție de agricultură din Versailles, fotografie din 1928

În 1927 a fost pentru un timp lider al mișcării pan-europene, creată internațional de Graf Coudenhove-Kalergi. Ca doctor honoris causa al Universității din Genova, și-a deschis cursurile de la Universitatea din Paris cu lectură publică despre politica Levantistă (1927) și, în timpul anului 1928, a fost din nou invitat să țină prelegeri în Spania, Suedia și Norvegia. Lucrările publicate în acea perioadă cuprind eseurile politice Evoluția ideii de libertate, noi studii istorice și variante tipărite ale conferințelor sale: Istoria învățământului, Patru conferințe despre istoria Angliei, Țara latină cea mai îndepărtată din Europa: Portugalia. În afara postului de la Facultatea de Istorie a Universității din București, Iorga a luat și postul de profesor de istorie a literaturii la aceeași instituție.
Numit rector al universității în 1929, a urmat un nou set de conferințe în Franța, Italia sau Spania, și a publicat 40 de cărți pe tema folclorului românesc și a istoriei Scandinaviei. Pentru o perioadă a ținut și cursurile de literatură, înlocuindu-l pe profesorul Ion Bianu. S-a împrietenit cu cercetătorul Constantin C. Giurescu, fiul istoricului Constantin Giurescu, care a fost rivalul lui Iorga.
Iorga a pornit în 1930 într-o călătorie lungă: a ținut din nou prelegeri în Paris în luna ianuarie, apoi a plecat în Genova și, de acolo, în Statele Unite, unde a vizitat 20 de orașe, fiind întâmpinat de comunitatea româno-americană și unde s-a întâlnit cu Președintele Herbert Hoover. A fost oaspete onorabil al Universității Case Western Reserve, unde a ținut un discurs în engleză. Întorcându-se în Londra pentru a lua parte la Congresul Internațional de Istorie, Iorga a fost făcut doctor honoris causa de Universitatea din Oxford (cu un discurs introductiv despre Titus Livius și Plinius cel Bătrân). A fondat și institutul Casa Romena din Veneția. A scris America și românii din America și Priveliști elvețiene și piesele Sfântul Francisc („Francisc de Assisi”) și Fiul cel pierdut. În 1931-1932, a fost făcut doctor honoris causa de alte patru universități (Universitatea din Paris, La Sapienza, Stefan Batory, Comenius), a fost primit în Accademia dei Lincei și Accademia degli Arcadi, și a publicat peste 40 de titluri pe an.

### Prim-ministru

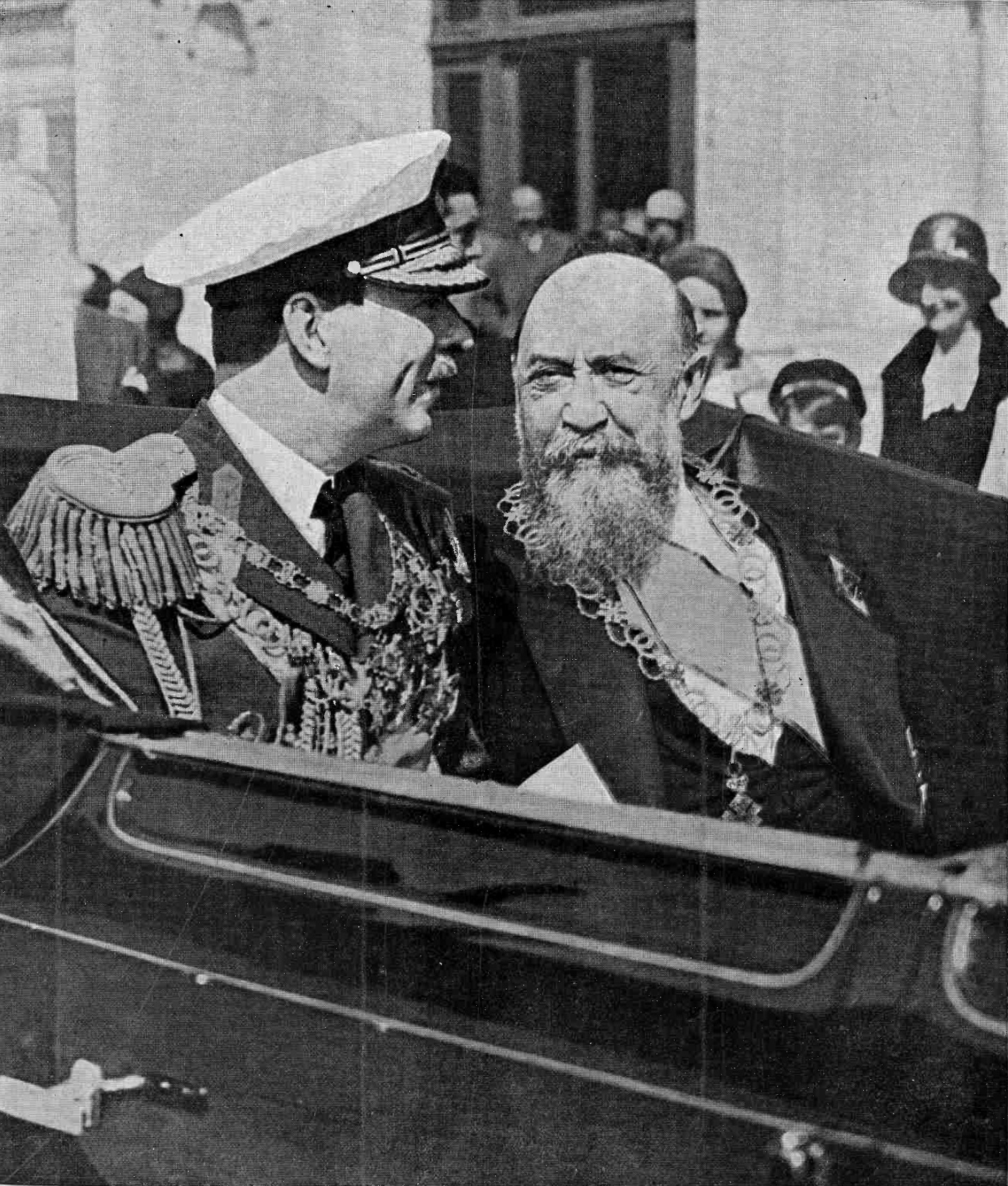
Regele Carol al II-lea și președintele Consiliului Nicolae Iorga în vizită la Timișoara (mai 1931).

Iorga a devenit Prim-ministrul României în aprilie 1931, la cererea lui Carol al II-lea, care s-a întors din exil pentru a-și înlocui fiul, Mihai I. Relațiile sale cu monarhul autoritarist s-au îmbunătățit simțitor în timpul vizitelor pe care cel din urmă le făcea la vila din Vălenii de Munte în iulie 1930. Un istoric contemporan, Hugh Seton-Watson (fiul lui R.W. Seton-Watson), a confirmat prin documente că politica agrară de confiscare pe care o ducea Carol al II-lea era în beneficiul propriu, notând: „Vanitatea imensă a profesorului Iorga l-a propulsat în mâinile regelui.” Ambiția imprudentă a lui Iorga este menționată de istoricul cultural Z. Ornea, care îl enumeră, printre alții, pe Iorga, în rândul celor care se opuneau invalidării lui Carol. În scurt timp, sprijinul lui Iorga pentru monarhul controversat a dus la ruperea coaliției cu PNR și PȚ. Uniunea lor agrară, Partidul Național-Țărănesc (PNȚ), s-a distanțat de politicile lui Carol, deși Iorga avea ca prioritate monarhismul „Carlist”. Momentul a agravat disputele fondatorului PND cu Iuliu Maniu, dar Iorga îl avea de partea sa chiar pe fratele lui Maniu, avocatul Cassiu Maniu, care refuza politica regionalistă a PNR-ului.
Odată reconfirmat pe tron, Carol a făcut experimente tehnocratice, împrumutând profesioniști din mai multe partide politice, și apropiind pe Iorga de Ministrul Administrației și Internelor Constantin Argetoianu. Iorga a rezistat alegerilor din iunie, după care a condus o coaliție a uniunii naționale, cu sprijin primit din partea rivalilor, național-liberalii. În timpul scurtului mandat, a călătorit în toată țara, vizitând în jur de 40 de orașe și municipii, și a fost într-o vizită de stat în Franța, primit acolo de prim-ministrul Aristide Briand și de aliatul său André Tardieu. În semn de recunoaștere a meritelor sale ca albanolog, Regatul Albaniei i-a acordat lui Iorga o proprietate în orașul Saranda, în care a creat un Institut Român de Arheologie.

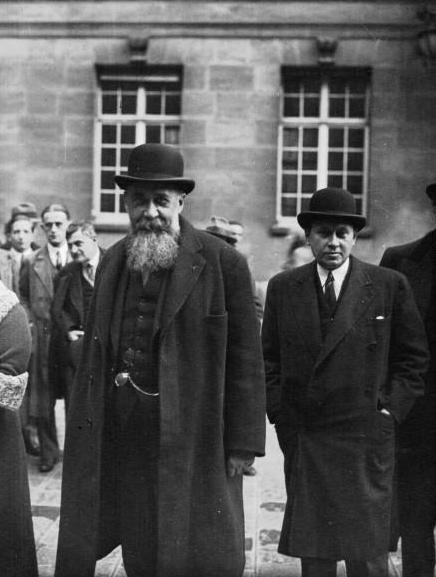
Nicolae Iorga, Doctor honoris causa al Universității Sorbona, 1931.

Principalul conflict al lui Carol din mandatul lu Iorga era cel cu Garda de Fier, o organizație fascistă a cărei popularitate era în creștere. În martie 1932, Iorga a semnat un decret prin care scotea mișcarea în afara legii, decret care a reprezentat începutul conflictelor de interese cu fondatorul Gărzii Corneliu Zelea Codreanu. În același timp, noua lege a educației oferea universităților autonomie, pentru care Iorga milita încă din anii '20, a fost văzută ca fiind nerealistică de Florian Ștefănescu-Goangă, care presupunea că aceasta doar încuraja agitatorii politici să se deplaseze în afara țării. Fiind de asemenea și Ministrul instrucțiunii publice, cultelor și artelor, a dat avizul prin care elevii puteau să ia parte la cursurile universitare fără să fi luat bacalaureatul. A fost lăudat pentru mișcarea de tineret Micii Dorobanți, fiind totodată și susținător oficial al mișcării de cercetași din România. A mai fondat o altă școală de vară populară, în stațiunea turistică Balcic, Dobrogea de Sud.
Marea problemă cu care se confrunta Iorga era criza economică, parte a Marii crize economice, neavând succes în a contracara-o. Cabinetul a încercat să implementeze ștergerea datoriilor cultivatorilor faliți în dauna piețelor financiare, și a semnat un acord cu Argentina, un alt exportator de produse agricole, în vederea limitării deflației.

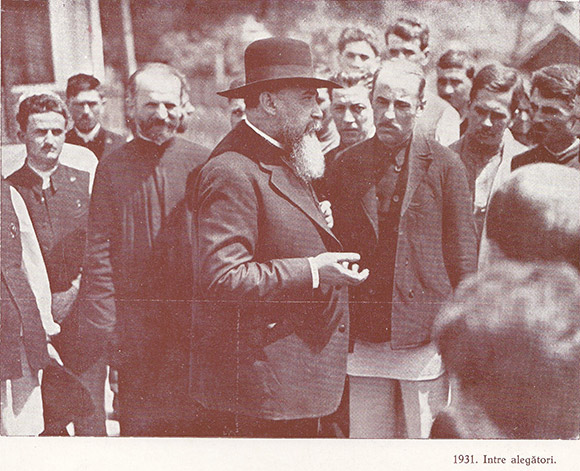
Nicolae Iorga între alegători (1931).

Administrarea proastă a problemelor economice l-au făcut pe istoric ținta batjocurilor și indignării în rândul publicului larg. A fost redus deficitul bugetar prin măsuri drastice precum tăierile salariilor tuturor bugetarilor sau concedieri, ducând la deziluzionarea clasei de mijloc, care începuse să sprijine și mai mult Garda de Fier. Alte aspecte controversate au fost probabil favoritismul și nepotismul: văzut ca o figură centrală în mediul academic, Iorga a ajutat familia lui Gheorghe Bogdan-Duică și Pârvan, promovându-l pe tânărul istoric Andrei Oțetea și numindu-l pe cumnatul său Colonel Chirescu (c. Florica Iorga în 1918) în postul de prefect al județului Storojineț. Mandatul său a mai ieșit în evidență prin tensiunile crescânde între PND în București și foștii aliați din Transilvania: Iorga a ajuns la putere după lansarea unor zvonuri conform cărora PNȚ ducea o „conspirație transilvăneană”, cabinetul lui Iorga neincluzând nici un politician transilvănean. Totuși, a fost deschis sașilor, Iorga creând un minister al minorităților etnice.
Nicolae Iorga și-a prezentat demisia din funcție în mai 1932, întorcându-se la viața academică. Aceasta a urmat după o neînțelegere între Carol al II-lea și o facțiune de dreapta a PNȚ-ului, care l-a impus pe Alexandru Vaida-Voevod ca premier. PND-ul, candidând cu o sigla pătrat în pătrat (回), a devenit rapid o minoritate politică. A supraviețuit prin alianțe cu național-liberalii sau cu Averescu, în timp ce Argetoianu a plecat din partid pentru a stabili un mic grup agrar. Iorga a scris memorii, publicate cu titlurile Supt trei regi, cu ajutorul cărora intenționa să contreze ostilitatea politică. A fondat și Muzeul Artelor Sacre, găzduit de Palatul Crețulescu.

### Conflictele de la mijlocul anilor '30

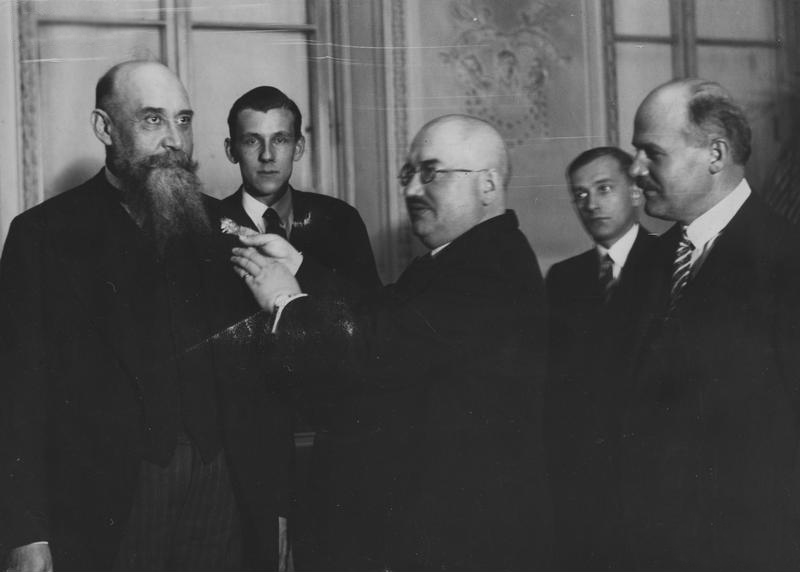
Nicolae Iorga decorat în Polonia 1925.

Conflictele politice s-au reflectat în viața sa academică: s-a opus puternic unei noi generații de istorici, care îi includea pe Giurescu cel tânăr, P. P. Panaitescu și Gheorghe Brătianu. La mijloc a fost o dispută științifică: toți cei trei istorici, care colaborau la noua Revista istorică română, au găsit studiile lui Iorga drept speculații, politizare sau material didactic inutil. Discrepanța politică a fost evidențiată de suportul mai radical pe care îl manifestau pentru Regele Carol al II-lea. În următorii ani, Iorga a avut divergențe de opinie cu discipolul transilvănean Lucian Blaga, încercând în van să oprească primirea lui Blaga în rândurile Academiei din cauza diferendelor din filozofie și a preferințelor literare. De partea lui Blaga a fost psihologul Basil Munteanu; corespondența sa cu Blaga includea remarci ostile la adresa „vulgarității” lui Iorga și a culturii politice.
Pe drum spre un congres pan-european, Iorga a stârnit și mai multe controverse luând parte, în Roma, la a zecea aniversare a Marșului asupra Romei din 1923, care sărbătorea Italia Fascistă. Nu a mai participat la conferințe în 1933, în schimb, a revizitat Franța și și-a reluat postul de la Universitatea din București; a mai publicat încă 37 de cărți și, în august 1933, a participat la Congresul de Istorie de la Varșovia. Noul său proiect a fost o variantă a Alianței polono-române, lucrând împreună cu poetul și diplomatul Aron Cotruș pentru a crește gradul de conștientizare a țării sale și a publicat în presa poloneză.

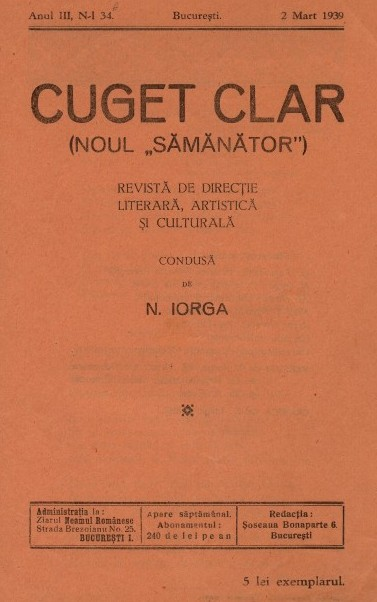
Coperta revistei Cuget Clar, nr. 34, datată 2 martie 1939

În 1934, Iorga a condamnat public Garda de Fier, după ce nicadorii l-au asasinat pe premierul național-liberal Ion G. Duca. În timpul anchetelor desfășurate în rândul legionarilor, Iorga a intervenit pentru eliberarea filozofului fascist Nae Ionescu, și l-a invitat pe poetul legionar Radu Gyr pentru a ține o cuvântare la Văleni. În același timp, critica moderniștii în Istoria literaturii românești contemporane și poezia lui Arghezi în presă. Tot în 1934, Iorga a publicat o carte în care relata punctul său de vedere despre România la începutul perioadei moderne — Byzance après Byzance („Bizanț după Bizanț”), și trei volume din Histoire de la vie byzantine („O Istorie a vieții bizantine”). A urmat volumul de memorii Orizonturile mele. O viață de om așa cum a fost, și a contribuit la Revista Fundațiilor Regale.
Iorga a călătorit din nou prin Europa, ținând mai multe conferințe sub auspiciile Ligii Culturale, invitându-l pe istoricul Franz Babinger să țină un discurs la ISSEE. Aflat din nou în Iași, istoricul a participat la aniversarea lui Dimitrie Cantemir, ale cărui rămășițe au fost recuperate din Uniunea Sovietică pentru a fi îngropate în România. În 1935 a publicat o nouă variantă a volumului Istoria lui Mihai Viteazul, Originalitatea lui Dimitrie Cantemir, Comemorarea unirii Ardealului și două volume de Memorii. Celelalte eseuri erau despre cariera celebrilor intelectuali ai secolului al XVII-lea Antim Ivireanul, Axinte Uricariul și Constantin Cantacuzino). Împreună cu fiica sa, Liliana, a lansat și un ghid al Bucureștiului.

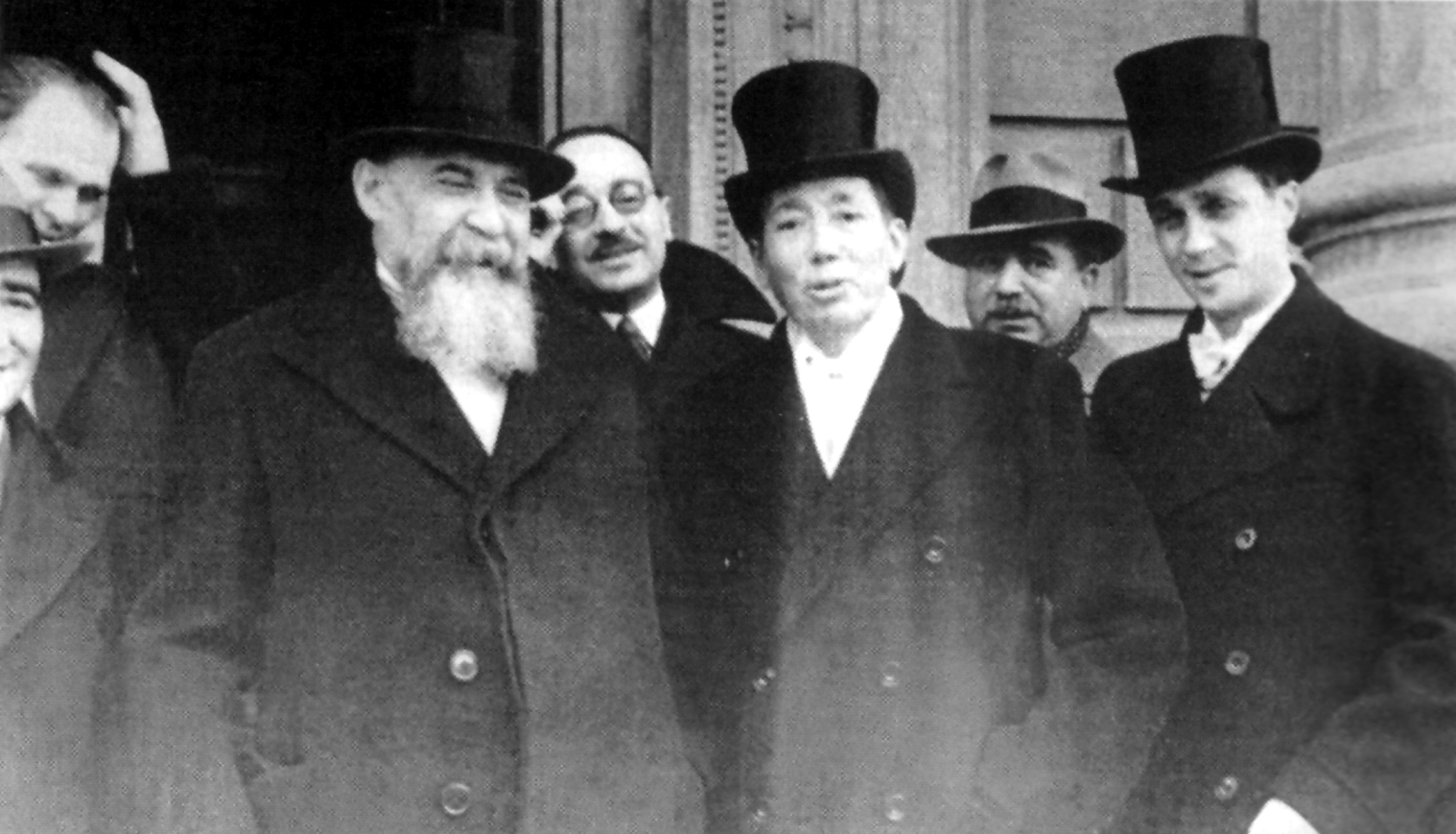
Nicolae Iorga, Nicolae Titulescu și Savel Rădulescu la ieșire de la Camera Deputaților. 1936

În 1936 a predat la Universitatea din Paris, și a ținut o conferință la Société des études historiques, înainte de a găzdui Comitetul Internațional al Istoricilor de la București. A mai fost în Țările de Jos, unde a ținut un discurs despre istoria socială a Imperiului Bizantin: L'Homme byzantin („Omul bizantin”). La întoarcere, dorind să-și reînnoiască campania împotriva moderniștilor, Iorga fondează revista neo-sămănătoristă Cuget Clar.
Și-a exprimat public temerile privind dorința de expansiune a Regatului Ungariei, care dorea să recucerească Transilvania, avertizând totodată publicul de pericolul pe care îl prezintă Germania Nazistă și dorința sa de revanșă. Într-un mod asemănător și-a exprimat opinia despre pericolul sovietic și soarta românilor din Uniunea Sovietică, colaborând cu refugiatul anti-comunist Nichita Smochină. O parte din acestea au fost difuzate la radio, în emisiunea Sfaturi pe întuneric (publicată și ca broșură). A mai terminat câteva volume: Dovezi despre conștiința originii românilor, eseul polemic Lupta mea contra prostiei, și primele două volume din Istoria românilor.

### Retragerea din 1937 și procesul Codreanu

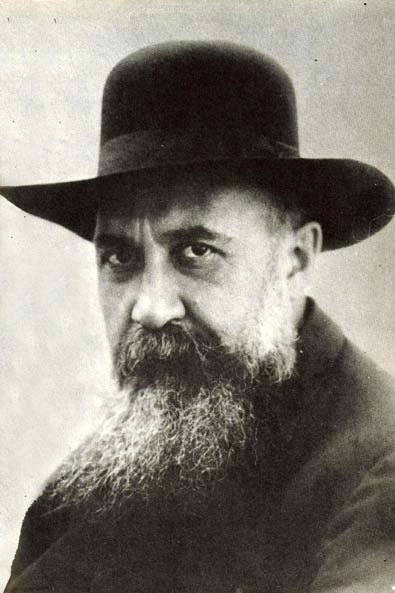
Nicolae Iorga 1928.

Nicolae Iorga a fost onorat de inaugurarea Muzeului Bucureștean de Istorie a Lumii de către Carol al II-lea, dat în grija ISSEE-ului. Amenințările cu moartea primite de la Garda de Fier l-au făcut să se retragă de la Universitate. S-a retras în Vălenii de Munte, dar a rămas activ pe scena academică, ținând un discurs despre „dezvoltarea spiritului uman” la Institutul Mondial de Istorie, și devenind membru corespondent al Academiei de Istorie din Chile. L-a avut ca discipol pe Eugen Wolbe, care a strâns date despre regii români. Această contribuție a fost dublată de o scurtă participare la viața politică. Iorga a luat parte la Congresul Ligii Culturale din Iași, unde a cerut public scoaterea în afara legii a Gărzii de Fier, pe motiv că servea intereselor naziste, și a mai ținut discursuri despre pericolul de război la Vălenii de Munte și conferințe radiofonice. A continuat lupta contra modernismului cu discipolul N. Georgescu-Cocoș la Neamul Românesc, trimițând la Academie și un raport special despre „pornografia” moderniștilor (vezi Pulă (revistă)).
În 1938, s-a alăturat guvernului lui Miron Cristea. Din postura de consilier regal nu a arătat prea mult sprijin partidului Frontul Renașterii Naționale, unicul partid de stat, creat de Carol al II-lea, partid pro-fascist, dar anti-legionar (vezi Constituția României din 1938). Iorga a fost deranjat de impunerea purtării uniformelor de către toate oficialitățile, numind-o drept o „tiranie”, și i-a ridiculizat în particular pe cei care au format noua constituție, dar s-a conformat schimbărilor. În aprilie, Iorga a fost în mijlocul unui scandal care a dus la arestarea lui Codreanu și la uciderea acestuia. Până atunci, istoricul atacase politica Gărzii de a înființa mici firme comerciale și acțiuni de caritate. Acestea l-au făcut pe Codreanu să i se adreseze cu o scrisoare deschisă, în care îl făcea „necinstit” și „incorect”. Premierul Armand Călinescu, care a cerut interzicerea activităților legionare, a răspuns cererii lui Iorga, ordonând judecarea lui Codreanu pentru conspirație. O consecință neașteptată a acestei decizii a fost demisia în semn de protest a generalului Ion Antonescu din postul de ministru al Apărării.
Iorga a refuzat să ia parte la proces; în scrisorile pe care le-a adresat judecătorilor, a cerut retragerea acuzației de calomnie, și a avertizat că Corneliu Zelea Codreanu ar trebui să urmeze un program de reabilitare psihică. Iorga s-a concentrat pe alte activități: a fost comisar la Bienala Internațională de Artă de la Veneția în 1938 și a sprijinit încercările de a stabili o școală românească de genealogi.

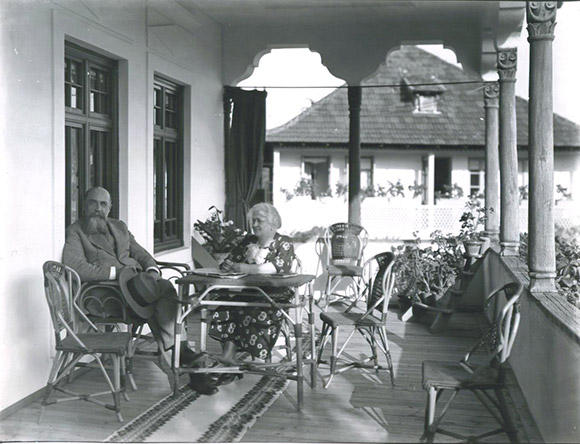
Nicolae Iorga la casa din Vălenii de Munte in 1937.

În 1939, după ce campania de condamnare a Gărzii a degenerat în terorism, Iorga a apărut la tribuna Senatului pentru a cere încetarea violențelor. A lipsit din țară, predând din nou la Paris. A publicat alte câteva volume din Istoria românilor, și a terminat de lucrat la alte cărți: în 1938, Întru apărarea graniței de Apus, Cugetare și faptă germană, Hotare și spații naționale; în 1939 Istoria Bucureștilor, Discursuri parlamentare, Istoria universală văzută prin literatură, Naționaliști și frontiere, Stări sufletești și războaie, Toate poeziile lui N. Iorga și două volume intitulate Memorii. Tot în 1938, Iorga a inaugurat teatrul în aer liber din Vălenii de Munte cu una din creațiile sale dramatice, Răzbunarea pământului. A publicat 45 de titluri, incluzând o piesă despre Cristina a Suediei (Regele Cristina) și un ciclu de poeme anti-război. Câteva dintre eseurile anglofile au fost incluse de Mihail Fărcășanu în Rumanian Quarterly, a cărui scop era păstrarea relațiilor anglo-române.
Iorga a fost din nou mandatar la Bienalul de la Veneția din 1940. Dezvoltarea rapidă a politicii l-a determinat să se concentreze pe activitățile de militant și jurnalist. A ținut mai multe conferințe și a dedicat mai multe articole păstrării granițelor României Mari și cauzei anti-legionare: Semnul lui Cain, Ignoranța stăpâna lumii, Drumeț în calea lupilor etc. Iorga se temea de izbucnirea Al Doilea Război Mondial și a fost întristat de urmările Bătăliei Franței, evenimente care au făcut subiectul eseului Amintiri din locurile tragediilor actuale. A lucrat la o variantă a Prometeu încătușat, o tragedie care reflecta îngrijorările față de România, aliații ei, și viitorul politic nesigur.

### Asasinarea lui Iorga

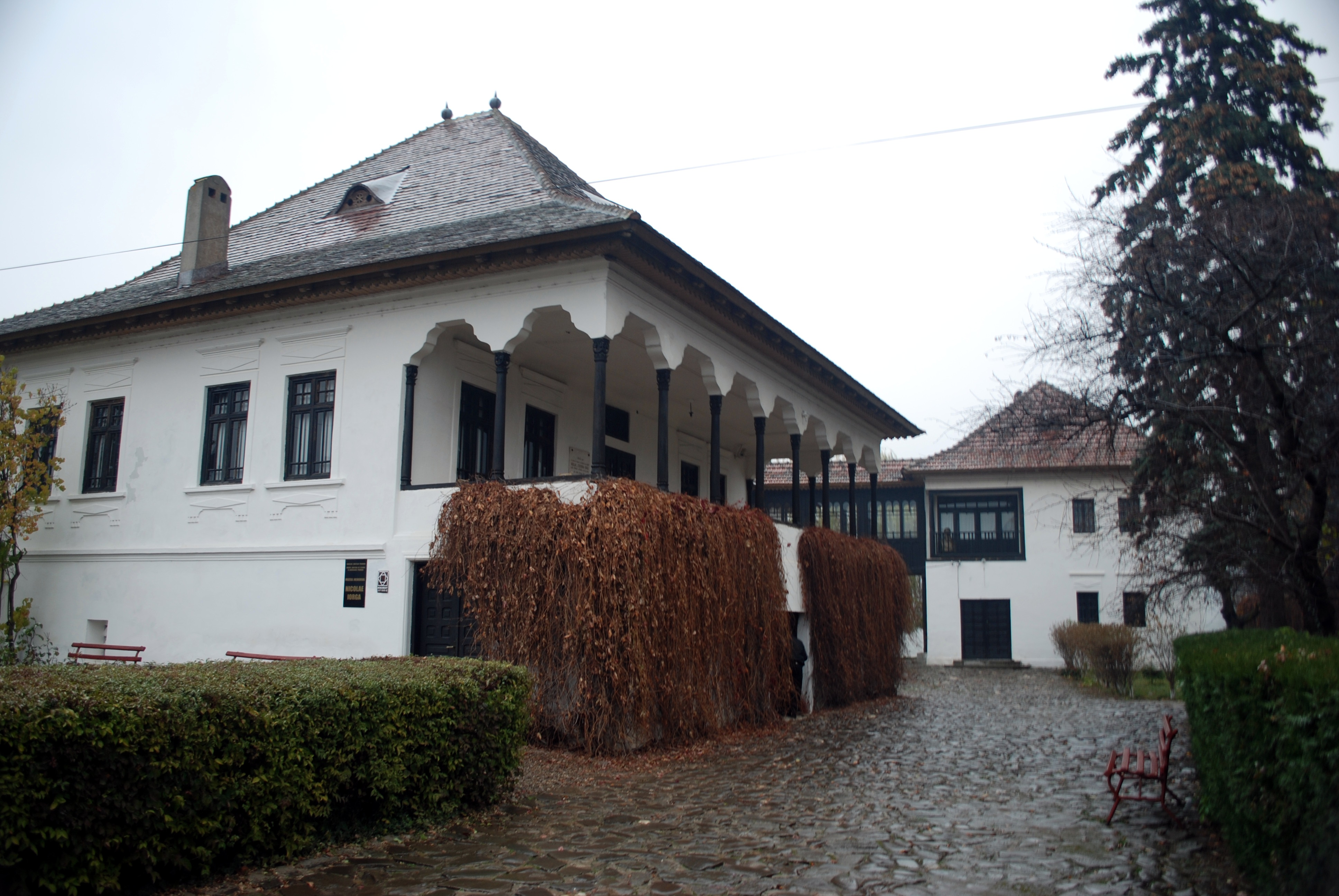
Casa memorială din Vălenii de Munte

În anul 1940 regimul lui Carol al II-lea s-a prăbușit. Neașteptata cedare a Basarabiei și Bucovinei de nord sovieticilor a șocat societatea românească și l-a revoltat pe Iorga. La două ședințe ale Consiliului de Coroană ținute la 27 iunie, a fost unul din cei șase membri (din totalul de 21) care s-au opus ultimatului impus de URSS, cerând cu insistență apărarea armată a Basarabiei. Mai târziu, Dictatul de la Viena a cedat Ungariei Transilvania de Nord, astfel agravându-se criza politică și morală, care a dus la instaurarea Statului Național-Legionar cu Ion Antonescu în rol de Conducător, sprijinit de un guvern legionar. Iorga a decis să suspende apariția gazetei Neamul Românesc, explicând că „... s-a produs o înfrângere, steagul nu se predă, ci pînza lui se înfășoară în jurul inimei. Inima luptei noastre a fost ideea culturală națională”. Văzut vinovat pentru uciderea lui Codreanu, a primit noi amenințări de la Garda de Fier, prin scrisori de ură, atacuri în presa mișcării legionare (Buna Vestire și Porunca Vremii) și tirade de la sediul legionar din Văleni. S-a opus noului guvern susținându-și atașamentul față de regele care fusese obligat să abdice.

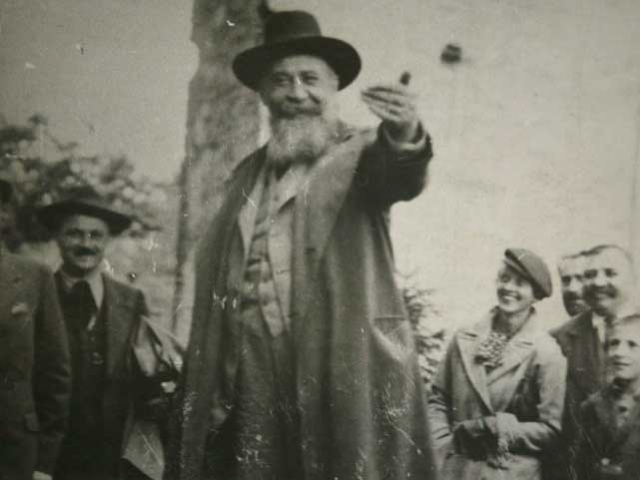
Nicoale iorga in 1935

Nicolae Iorga a fost obligat să părăsească domiciliile din București (unde deținea o casă nouă în cartierul Dorobanți) și din Vălenii de Munte din cauza cutremurului din noiembrie 1940. S-a mutat la vila sa din Sinaia, str. Codrului, unde a terminat Istoriologia umană. A fost ridicat de un grup de legionari, (cel mai cunoscut dintre aceștia și conducătorul grupului format din Ion Tucan (secretar general al Institutului Național al Cooperației), Ștefan Cojocaru (consilier la INC), Traian Baicu (director la INC), Ștefan Iacobete (șofer INC) și Tudor Dacu (informator al Poliției Legionare fiind inginerul agronom Traian Boeru), în după-amiaza zilei de 27 noiembrie 1940, și ucis lângă Strejnicu. Grupul de legionari a fost constituit din 7 indivizi. A fost împușcat de nouă ori, cu pistoale de 7,65 mm și 6,35 mm. Asasinarea lui Iorga este des menționată în paralel cu cea a politicianului țărănist Virgil Madgearu, răpit și omorât de legionari în aceeași noapte, și cu Masacrul de la Jilava (în care aparatul administrativ al lui Carol al II-lea a fost decimat). Aceste acte de răzbunare, puse în legătură cu descoperirea și reîngroparea rămășițelor lui Codreanu, au fost făcute de legionari din propria inițiativă, ducând la tensiuni între ei și Antonescu. Membrii Gărzii de Fier îl considerau responsabil de uciderea comandantului lor, Corneliu Zelea Codreanu în timpul regimului de autoritate monarhică a regelui Carol al II-lea, când în urma unei scrisori deschise adresate de Codreanu către Iorga, acesta fiind și consilier regal, i-a intentat proces și liderul legionarilor a fost condamnat pentru calomnie. Cu toate că Iorga a adresat câteva scrisori instanței în care a cerut suspendarea procesului, procedura juridică nu a fost oprită. 

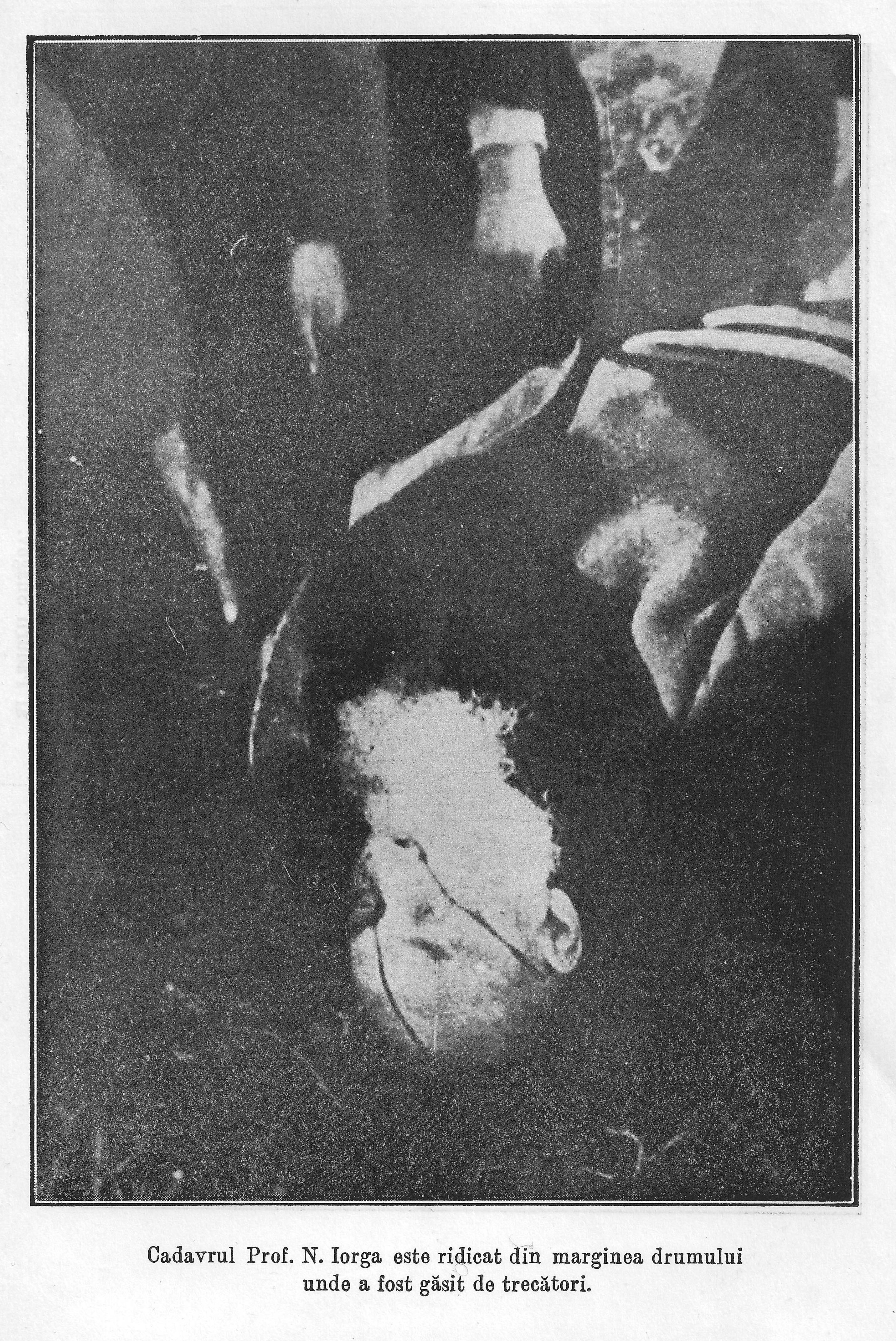
Cadavrul savantului este ridicat de la marginea drumului în dimineața zilei de 28 noiembrie 1940.

Moartea lui Iorga a generat consternare și a cutremurat comunitatea academică. După aflarea veștii asasinării lui Iorga, 47 de universități și academii din întreaga lume au arborat drapelul în bernă. Discursul funerar a fost ținut de istoricul francez exilat Henri Focillon, din New York, numindu-l pe Iorga „una dintre personalitățile legendare plantate, pentru eternitate, în pământul unei țări și în istoria inteligenței umane”. În țară, Garda de Fier a interzis plângerea sa în public, exceptând un necrolog în cotidianul Universul și o ceremonie ținută la Academia Română. Un ultim omagiu a fost adus de filozoful Constantin Rădulescu-Motru, care-l numea, în termeni asemănători celor folosiți de Focillon, „curajosul intelectual al națiunii”, „toată înțelepciunea și originalitatea unui geniu român”, „... a întrupat puterea de muncă intelectuală a neamului nostru în gradul cel mai înalt...”.

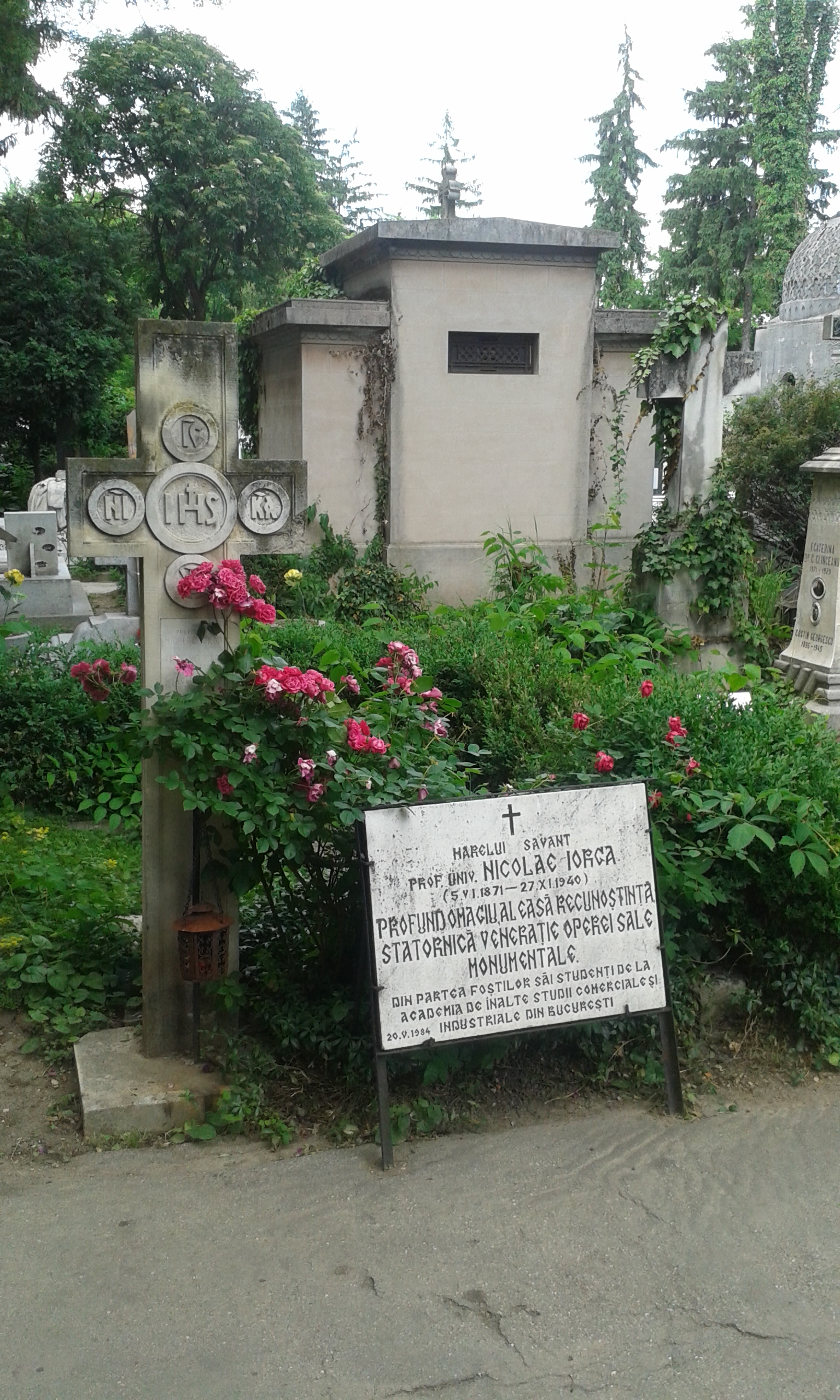
Mormântul lui Nicolae Iorga

Trupul lui Iorga a fost îngropat la cimitirul Bellu din București, în aceeași zi cu funeraliile lui Madgearu. Cei prezenți, printre care se aflau politicieni și diplomați străini, au sfidat interdicția Gărzii de fier cu prezența lor. Ultimele texte ale lui Iorga, recuperate de tânărul său discipol G. Brătescu, au fost ținute de criticul literar Șerban Cioculescu și publicate la o dată ulterioară. Gheorghe Brătianu a preluat postul lui Iorga de la Institutul de Studii Sud-Europene și Institutul de Istorie a Lumii (reintitulat din 1941 Institutul Nicolae Iorga).

## Concepții politice

### Conservatorism și naționalism

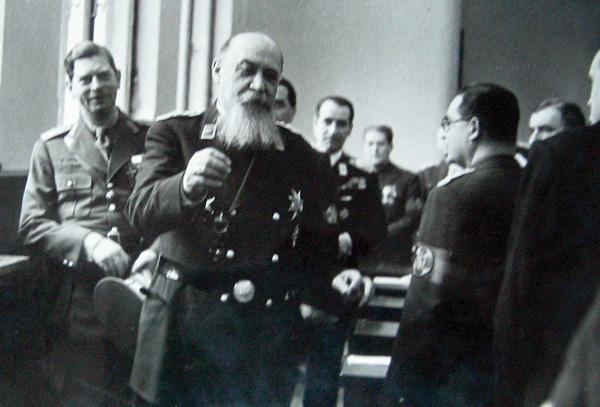
Nicolae Iorga în uniforma militară a partidului unic Frontul Renașterii Naționale. În fundal stânga, regele Carol al II-lea. În dreapta, din profil, Armand Călinescu

Viziunea lui Iorga asupra societății și politice se afla la punctul de întâlnire al conservatorismului tradiționalist, naționalism etnic și conservatorismul național. Această fuziune a fost găsită de analistul politic Ioan Stanomir ca o mutație a ideologiei Junimii, contrară conservatorismului liberal al lui Titu Maiorescu, dar asemănătoare cu ideologia lui Mihai Eminescu. Un Junimist neconformist, Eminescu a adăugat viziunii conservatoriste a contemporanilor un naționalism puternic, cu tentă reacționară, rasistă și xenofobă, pentru care a primit atenție post-mortem în timpul vieții lui Iorga. Descris de cercetătoarea Ioana Both ca „mitul Eminescian”, Iorga l-a considerat un poet cu idei sănătoase despre rasă și care era „expresia integrală a sufletului românesc”, mai degrabă decât un artist melancolic. Această sursă ideologică a modelat atitudinea Sămănătoriștilor, slăbind influența Junimii și redefinind conservatorismul românesc pentru o generație. O definiție dată de cercetătorul politic John Hutchinson îl plasează pe Iorga printre cei care au îmbrățișat „naționalismul cultural”,  opusul „naționalismului politic” ce urmărea modernizarea statului.
Împrumutând teoria lui Maiorescu despre deschiderea României spre occident, care erau „forme fără fond” (însemnând că unele obiceiuri moderne au înlocuit tradițiile locale), Iorga era împotriva stabilirii liberalismului, dar i-a dat o expresie mai radicală. Un punct important de continuitate între junimism și Iorga a fost noțiunea celor două clase „pozitive”, ambele opunându-se burgheziei: clasa inferioară reprezentată de țărănime și cea aristocrată, a boierilor. La fel ca Maiorescu, Iorga a criticat Constituția României din 1866. O altă viziune care corespundea cu cea junimistă era cea despre Revoluția Franceză — conform autorului René Girault românul era un excelent cunoscător al acestei perioade. Experiența revoluționară a fost, din punctul de vedere a lui Iorga, traumatizantă, în timp ce liberalii sau moștenitorii iacobini erau apostrofați pentru stricarea echilibrului tradițional. A lăudat Revoluția Americană, dând-o ca exemplu pozitiv pentru construirea unei nații.
Ca junimist, conservatorismul lui Iorga nu se baza în general pe religie. Secularist printre tradiționaliști, nu a dat o mare importanță valorilor creștine, și, lăudând forța creativă a omului, vedea ascetismul ca pe un fenomen negativ. Totuși, se identifica puternic cu Biserica Ortodoxă Română și isihasmul din cugetul românilor, marginalizând Biserica Greco-Catolică și Școala Ardeleană. Respingând individualismul pur, Iorga a reacționat împotriva venerării moderne a democrației ateniene sau a reformei protestante, dând ca modele Sparta, Macedonia și orașele-state italiene. Conform analistului politic Mihaela Czobor-Lupp, aceasta era o „alternativă” la perspectiva rațională, și o contragreutate la studiul lui Max Weber pe Etica protestantă. Teoria sa denumea omul ca fiind o „entitate naturală [cu] propria viață organică”, și uneori justifica dreptul de cucerire când noile civilizații le înlocuiau pe cele decăzute; conflictul era între Heracles și Trimalchio. În viața privată dar și publică, Iorga avea remarci sexiste: ca Maiorescu, Iorga credea că femeile erau înzestrate pentru creșterea copiilor și ajutarea bărbaților în treburile publice.
Deconectat de cultura germană după șocul provocat de Primul Război Mondial, Iorga a avut păreri puternice despre Adolf Hitler, Germania Nazistă și nazism în general, luând în vedere nerespectarea Tratatului de la Versailles, dar și politica represivă. A rezumat asta în Sfaturi pe întuneric: „Feriți-vă oamenii mei de marile pericole care vă pândesc... Granițele sunt atacate, mutate, distruse, îngustate. [...] Aceste fuziuni, în cele mai crude forme, vechea teorie în care statele mici nu aveau dreptul la independență și la spațiu vital [...]. Nu pot uita trecutul și nu pot ajunge la un acord cu dictatura lui Hitler, fiind un om care prețuiește libertatea de gândire”. Compara Protectoratul Boemiei cu un „behemoth”, referindu-se la anexare ca un act „preistoric”. Textele anti-război din 1939 au răspuns la suspiciunile care spuneau că va urma un nou conflict armat care va dăuna vitalității naționale, și, în timpul Invaziei Poloniei, și-a exprimat solidaritatea față de Polonia — polonofilia lui Iorga a fost remarcată și de naziști ducând la relații tensionate între Berlin și București. Conservatorul Iorga înclina să simpatizeze cu alte forme de totalitarism sau corporatism, și, din anii '20, vedea cu respect fascismul italian. Și-a exprimat dezamăgirea față de regimul italian care era aliat al Ungariei, dar a aplaudat invazia Etiopiei din 1935, și considera că o alianță cu Italia era una mai sigură decât cea cu Mica Antantă.

### Antisemitism

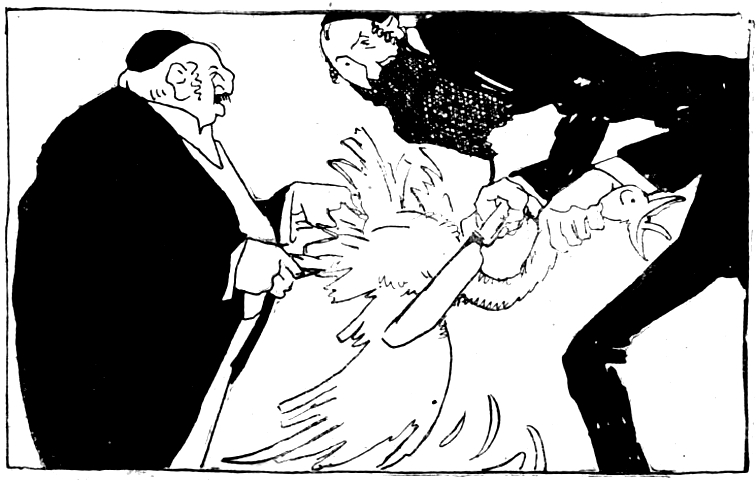
Ziua Păcălelilor. Pe 1 aprilie, comunitatea evreiască din Buhuși i-au încredințat Dl. Iorga biroul Hakham din acea localitate. (caricatură din 1910 de Ion Theodorescu-Sion)

O componentă importantă și controversată a viziunii politice a lui Iorga, prezentă în aproape întreaga carieră, a fost antisemitismul. Istoricul cultural William O. Oldson apreciază că „lista impresionantă de realizări” a lui Iorga în alte domenii i-a permis să „dea antisemitismului o eleganță irezistibilă în România”, pentru că Iorga credea că toți bunii naționaliști erau antisemiți. Ideile sale pe problema evreiască au fost des însoțite de limbaj violent, care a lăsat urme în activitatea sa jurnalistică (deși nu recurgea la glume rasiale). În 1901, când l-a blocat pe lingvistul evreu Lazăr Șăineanu în a obține un post de profesor, Iorga a scris că evreii aveau o „pasiune pentru laude mărețe și câștiguri multiple”; trei ani mai târziu, în Sămănătorul, a afirmat că Iașiul era ”poluat” de o comunitate de „afaceriști păgâni și ostili”. A mai exprimat păreri similare în jurnalele de călătorie, văzând ca de înțeles pogrom-urile împotriva evreilor bucovineni și basarabeni.
Venind din aceeași familie ideologică ca și mișcarea „Democrației Naționale” din Polonia,; PND-ul, fiind de părere că evreii locali sufocau clasa de mijloc românească și trebuiau să fie expulzați, folosea lozinci precum Evreii în Palestina. Programul PND-ului a fost criticat de la bun început de Constantin Rădulescu-Motru, prietenul naționalist și pro-junimist al istoricului, care spunea că rațiunea economică din spatele acestor lozinci era greșit înțeleasă. Conform lui Oldson, părerea conform căreia evreii erau „vampiri” ai economiei era în întregime nefondată, chiar ipocrită: „[Iorga a fost] un moldovean complexat de sărăcia din provincie.”
Concepția conservatoare personală a fost adoptată și în doctrina partidelor, care pretindeau că evreii erau factori de rezistență împotriva autorităților politice și culturale ale Românilor. Iorga nu a optat niciodată pentru un antisemitism religios în locul celui rasial, crezând că originea civilizației „iudeo-creștine” se trage din dialectica între valorile creștine și iudaism. A mai sugerat că antisemitismul românesc era conjunctural, defensiv, și mai degrabă segregaționist decât destructiv, și în mai multe rânduri, că xenofobia nu făcea parte din identitatea națională românească, idee apreciată de Oldson ca fiind un „antisemitism uman”. Oldson estimează ca un paradox, atitudinea lui Iorga (și a lui Bogdan Petriceicu Hasdeu) da a „avea stimă pentru o mică elită evreiască, disprețuind restul evreilor.”
Examinând impactul acestor idei, criticul literar William Totok consideră Neamul Românesc ca fiind „cea mai importantă platformă de agitație antisemită dinaintea Primului Război Mondial”. Adesea revista acuza ziarele evreiești Adevărul și Dimineața că duceau la iudaizarea mediului intelectual românesc. Erau criticați românii prietenoși cu evreii, unul dintre aceștia fiind Ion Luca Caragiale (criticat pentru contactele cu Șăineanu, cu dramaturgul Ronetti Roman și alți evrei). Caragiale i-a răspuns cu ironie: „crește înalt, dar strâmb”.
Când, în perioada interbelică, temele antisemitismului european modern din versiunea lui Nicolae Iorga și a lui A. C. Cuza, și din propaganda Sămănătorului, au devenit surse de inspirație pentru Garda de Fier în primii săi ani, atât Iorga, emoționat de primirea călduroasă a comunității evreiești de români-americani în 1930 cât și Cuza, au început să-și modereze discursurile și să le facă mai tolerante, îndeosebi după 1934, în lucrările din Adevărul. Iorga l-a lăudat pe mecena evreu Aristide Blank și pe măsura acestei evoluții, Iorga și Cuza au început să fie judecați „jidoviți” de către cercurile cele mai naționaliste. Așa cum susținea cercetătorul George Voicu, discursul antisemit se întorcea acum împotriva lor. Mai târziu totuși, Iorga s-a mai întors ocazional la retorica antisemită europeană: în 1937-1938, a susținut că evreii determinau românii să plece din țară, și considera necesară „despăducherea” României prin colonizarea evreilor într-o țară proprie.

### Geopolitică

România Mare și Mica Antantă (cu verde deschis), și inamicul lor, Regatul Ungariei

Iorga oscila între sentimentele date de extremele: francofilie și francofobie. Istoricul a explicat în detaliu de ce îi displăcea peisajul social și politic din A Treia Republică Franceză. Și-a reamintit că, în anii 1890, a fost șocat de lipsa de respect și cosmopolitismul societății studențești franceze. Într-un discurs din 1906, Iorga amintea că elita francofonă și diglosia urbană distrugeau încetul cu încetul fibra morală a societății, creând o breșă între clase în ceea ce privește limba. De asemenea, Neamul Românesc susținea Action Française și dreapta reacționară franceză în conflictul cu a Treia Republică. La puțin timp după începerea primului război mondial, în timpul Bătăliei Frontierelor, Iorga și-a exprimat public noile sentimente de apreciere pentru Franța, susținând că era angrenată într-un război pur defensiv; în numele panlatinismului a criticat Spania pentru rămânerea în neutralitate.
Acoperirea culturii europene și a problemelor continentale de către Iorga a deschis punți spre alte domenii culturale, în special în perioada interbelică. Așa cum nota istoricul Lucian Boia, Iorga vedea Europa ca o comunitate de națiuni, și, în felul său, respingea izolaționismul sau xenofobia primitivă. Conform academicianului Francesco Guida, activitățile educaționale și politice ale lui Iorga arătau o „mare deschidere spre lumea exterioară”, chiar dacă, în Franța anilor '30, opinia publică se întorsese împotriva lui. Drept răspuns, Iorga s-a afirmat ca promotor al culturii engleze, depunând eforturi apreciabile în definirea și răspândirea caracteristicilor principale în rândul publicului român. În acel timp, chiar dacă cocheta cu naționalismul Pan-european, era împotriva lui Iuliu Maniu care nu arăta simpatie pentru proiectele Confederației Dunărene, crezând că este timpul să ascundă revanșismul Ungariei.

## Moștenire

### Un patriarh al culturii române

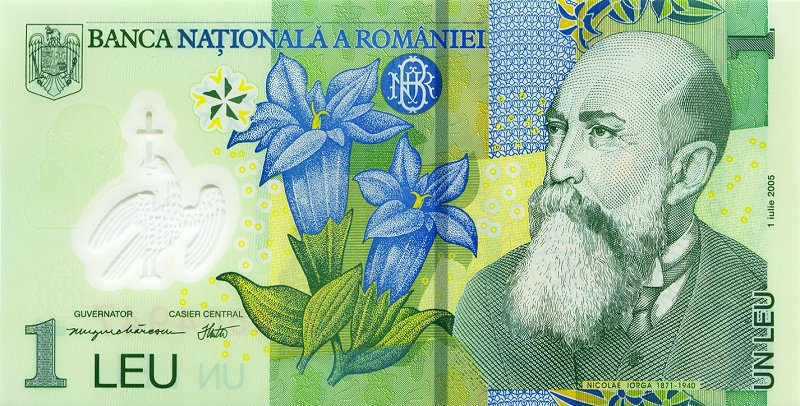
Portretul lui Nicolae Iorga pe bancnota de 1 leu, 2005

Iorga devine în 1893, la numai 23 de ani, membru corespondent al Academiei Române. În 1894, la 24 de ani, obține prin concurs catedra de istorie la Universitatea din București. Din 1911 este membru activ al Academiei Române. Începând din 1908 ține cursuri de vară la Vălenii de Munte, județul Prahova.
Dotat cu o memorie extraordinară, cunoștea istoria universală și în special pe cea română în cele mai mici detalii. Nu este cu putință să-ți alegi un domeniu din istoria românilor fără să constați că Nicolae Iorga a trecut deja pe acolo și a tratat tema în mod fundamental. În timpul regimului comunist, opera sa istorică a fost în mod conștient ignorată, istoria României fiind contrafăcută în concordanță cu vederile regimului de către persoane aservite acestuia. Iorga a fost autor al unui număr uriaș de publicații și cel mai mare poligraf al românilor: circa 1250 de volume și 25 000 de articole.
Opera sa istorică cuprinde diverse domenii: monografii de orașe, de domnii, de familii, istoria bisericii, a armatei, comerțului, literaturii, tipăriturilor, a călătorilor în străinătate etc. Câteva din publicațiile mai importante: Studii și documente cu privire la istoria românilor, în 25 volume (1901-1913), Istoria imperiului otoman în 5 volume (apărută în limba germană: Geschichte des osmanischen Reiches, 1908-1913), Istoria românilor în 10 volume (1936-1939). Ca literat, Nicolae Iorga a scris poezii, drame istorice (Învierea lui Ștefan cel Mare, Tudor Vladimirescu, Doamna lui Eremia, Sfântul Francisc din Assisi și altele), volume memorialistice (Oameni cari au fost, O viață de om, așa cum a fost). În 1903 a preluat conducerea revistei Sămănătorul. Ca istoric literar, a publicat: Istoria literaturii române în secolul al XVIII-lea (vol. I-II, 1901);
Istoria literaturii religioase a românilor până la 1688 (1904);
Istoria literaturii românești în veacul al XIX-lea, de la 1821 înainte. În legătură cu dezvoltarea culturală a neamului (vol. I, 1907, vol. II, 1908, vol. III, 1909);
Istoria literaturii românești (vol. I, 1925, vol. II, 1926, vol. III, 1933);
Istoria literaturii românești contemporane (1934);
Istoria literaturii românești. Introducere sintetică (1929).

Ca om politic, a fost co-fondator al Partidului Naționalist-Democrat, în anii 1931-1932 Prim-ministru și Ministru al Educației Naționale. Membru al parlamentului în mai multe legislaturi, Iorga era un reputat orator, temut de adversarii săi politici.

### Contribuții

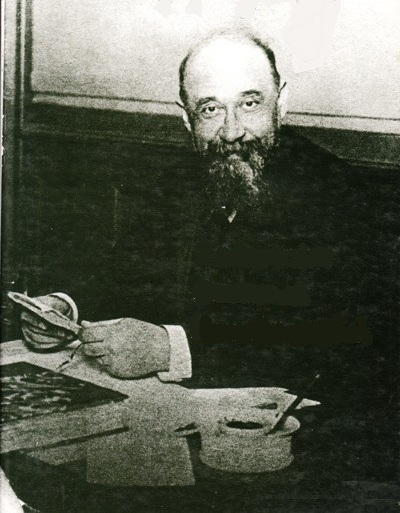
Nicolae Iorga la masa de lucru

Nicolae Iorga a fost fondatorul (1920) și director al Școlii Române din Paris („Fontenay-aux-Roses”). A editat și condus numeroase ziare și reviste („Neamul românesc”, „Revista istorică”, „Revue Historique du Sud-Est-Européen”, „Floarea darurilor” etc.). Unul dintre doctrinarii sămănătorismului (a condus revista „Sămănătorul” în perioada 1905-1906).
A întocmit numeroase volume de izvoare, documente (Notes et extraits pour servir à l'histoire des Croisades au XV-e siècle, 6 vol., Studii și documente cu privire la istoria românilor, 31 vol. ș.a.). Deși structural refractar subordonării faptului istoric unui sistem filosofic, a îmbogățit gândirea istorică cu o nouă viziune, dominată de factorul spiritual și întemeiată pe unele "permanențe", coordonate ale dezvoltării istorice. În domeniul istoriei naționale, a elaborat monografii și sinteze de mare valoare (Istoria lui Mihai Viteazul, Istoria bisericii românești și a vieții religioase a românilor, Istoria armatei românești, 2 vol., Istoria comerțului românesc, 2 vol., Geschichte des rumänischen Volkes im Rahmen seiner Staatsbildungen, 2 vol., Istoria românilor, 10 vol. ș.a.) și a integrat istoria României în istoria universală (La place des Roumains dans l'histoire universelle, 3 vol.), relevând originalitatea culturii românești și interdependența istoriei poporului român cu istoria altor popoare. Contribuția la cercetarea istoriei universale (Geschichte des Osmanischen Reiches, 5 vol., Cărți reprezentative în istoria omenirii, Histoire de la vie Byzantine, 3 vol.), la cercetarea istoriei literaturii române, ca și vastitatea operei și preocupărilor sale, îl situează între marii istorici ai lumii.

Împreună cu un grup de profesori, ofițeri, ziariști, oameni de litere și politicieni a ajutat la pornirea mișcării de cercetași din România și la dezvoltarea organizației Cercetașii României.

### Istoriografie

Bustul lui Nicolae Iorga din fața Institutului de Istorie „Nicolae Iorga”. Sculptor Ion Irimescu.

Activitățile științifice ale lui Iorga reflectă credințele sale de-o viață. Fiind un naționalist moderat și un apărător al tradiționalismului țărănesc (aspect observabil și din asocierea sa cu Sămănătorul), Iorga a devenit interesat în documentarea istoriei domeniilor rurale din vechea Valahie și Moldova. Constatând lipsa de surse privind istoria română din Evul Mediu și încercând să descrie procesul de tranziție de la Dacia romană la un popor vorbind o limbă romanică (vezi Originile românilor), Iorga și-a concentrat eforturile în direcția cercetării modului în care au fost păstrate obiceiurilor romane în zonele rurale.

### Urmași

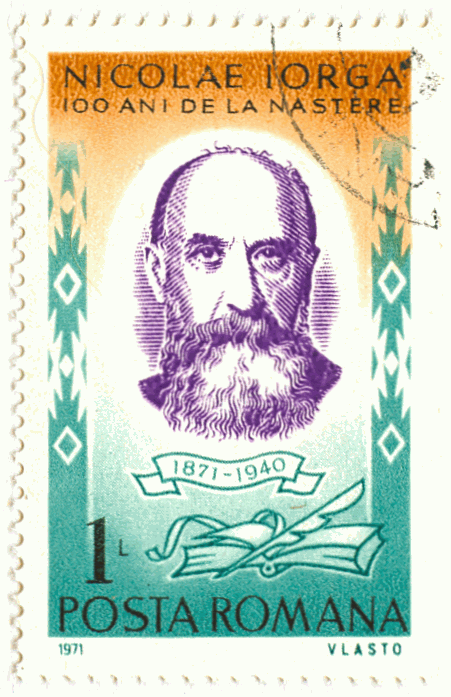
Timbru comemorativ al Poștei Române la 100 de ani de la nașterea lui Nicolae Iorga 1871-1971.

Nicolae Iorga a avut peste zece copii, dar mulți din ei au murit la vârste fragede. Fiicele sale cunoscute sunt Florica Chirescu, Magdalina, Liliana și Alina. Magdalina, care se bucura de o carieră de succes în pictură, și-a stabilit familia în Italia. Singurul copil care s-a axat pe domeniul istoriei, cunoscută pentru reeditarea cărților tatălui ei și pentru contribuțiile ca sculptor, a fost Liliana Iorga. Ea s-a măritat cu istoricul Dionisie Pippidi în 1943. Alina a devenit soția unui jurist argentinian, Francisco P. Laplaza. Unul din fii, Mircea, s-a căsătorit cu una din fiicele familiei Știrbei, apoi cu Mihaela Bohățiel, o aristocrată transilvăneană, descendentă a clanului Lemeni și a magnatului medieval Johannes Benkner. De profesie inginer, Mircea Iorga a fost directorul Colegiul Tehnic Energetic din București la sfârșitul anilor '30. Un alt fiu, Ștefan N. Iorga, a fost scriitor, susținător al mișcării Cuget Clar, și mai târziu medic. Nepoata lui Iorga, Micaella Filitti, care a lucrat ca funcționar public în anii '30, a fugit din România Comunistă și s-a stabilit în Franța.
Printre descendenții săi se numără Andrei Pippidi, fiul lui Dionisie, principalul editor al scrierilor lui Iorga. Pippidi a prefațat și colecții ale corespondenței lui Iorga, și a publicat o sinteză biografică despre bunicul său. Andrei Pippidi este căsătorit cu politologul Alina Mungiu, sora regizorului Cristian Mungiu.

### Memorii și corespondență
- Supt trei regi
- Scrisori către Catinca
- Oameni cari au fost
- O viață de om - așa cum a fost[348]

## În cultura populară
- Drumeț în calea lupilor, film de Constantin Vaeni